# 聖座の外交使節の一覧

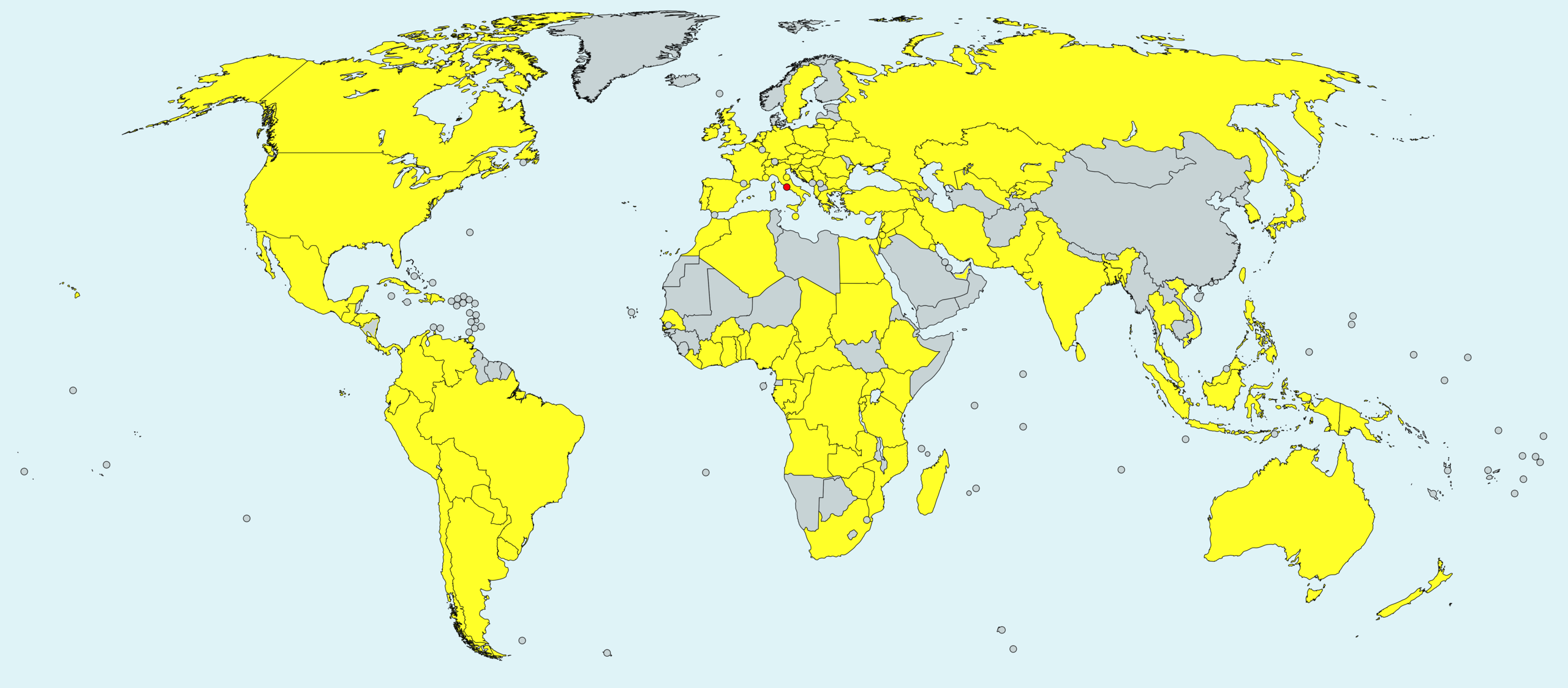
黄色が聖座と公式な外交関係を有している国

聖座の外交使節の一覧では、カトリック教会の指導者である教皇および、ローマ教皇庁、さらにそれらを総称する概念である聖座が国際連合加盟国、非承認国と地域、そして国際組織に派遣している外交使節の一覧を記載する。

## 概要
教皇およびその政庁である教皇庁は、少なくとも5世紀頃から教皇特使を派遣して国家と外交関係を有していた。1929年のバチカン市国成立以降は、主権国家としてのバチカン市国の外交使節であるという面を持つ。
聖座の外交使節団長は教皇大使、教皇公使、教皇使節の等級があり、1815年のウィーン会議で教皇大使は主権国家の特命全権大使と同格であることが承認された。

## アフリカ
- アルジェリア
  - アルジェ（在アルジェリア教皇大使館（英語版））
- アンゴラ
  - ルアンダ（在アンゴラ教皇大使館（英語版））
- ベナン
  - コトヌー（在ベナン教皇大使館（英語版））
- ブルキナファソ
  - ワガドゥグー（在ブルキナファソ教皇大使館（英語版））
- ブルンジ
  - ブジュンブラ（在ブルンジ教皇大使館（英語版））
- カメルーン
  - ヤウンデ（在カメルーン教皇大使館（英語版））
- 中央アフリカ
  - バンギ（在中央アフリカ教皇大使館（英語版））
- チャド
  - ンジャメナ（在チャド教皇大使館（英語版））
- コンゴ共和国
  - ブラザヴィル（在コンゴ共和国教皇大使館（英語版））
- コンゴ民主共和国
  - キンシャサ（在コンゴ民主共和国教皇大使館（英語版））
- エジプト
  - カイロ（在エジプト教皇大使館（英語版））
- エチオピア
  - アディスアベバ（在エチオピア教皇大使館（英語版））
- ガボン
  - リーブルビル（在ガボン教皇大使館（英語版））
- ガーナ
  - アクラ（在ガーナ教皇大使館（英語版））
- ギニア
  - コナクリ（在ギニア教皇大使館（英語版））
- コートジボワール
  - アビジャン（在コートジボワール教皇大使館（英語版））
- ケニア
  - ナイロビ（在ケニア教皇大使館（英語版））
- リベリア
  - モンロビア（在リベリア教皇大使館（英語版））
- リビア
  - トリポリ（在リビア教皇大使館（英語版））
- マダガスカル
  - アンタナナリボ（在マダガスカル教皇大使館（英語版））
- モロッコ
  - ラバト（在モロッコ教皇大使館（英語版））
- モザンビーク
  - マプト（在モザンビーク教皇大使館（英語版））
- ナイジェリア
  - アブジャ（在ナイジェリア教皇大使館（英語版））
- ルワンダ
  - キガリ（在ルワンダ教皇大使館（英語版））
- セネガル
  - ダカール（在セネガル教皇大使館（英語版））
- 南アフリカ共和国
  - プレトリア（在南アフリカ共和国教皇大使館（英語版））
- スーダン
  - ハルツーム（在スーダン教皇大使館（英語版））
- タンザニア
  - ダルエスサラーム（在タンザニア教皇大使館（英語版））
- トーゴ
  - ロメ（在トーゴ教皇大使館（英語版））
- ウガンダ
  - カンパラ（在ウガンダ教皇大使館（英語版））
- ザンビア
  - ルサカ（在ザンビア教皇大使館（英語版））
- ジンバブエ
  - ハラレ（在ジンバブエ教皇大使館（英語版））

## アメリカ大陸
- アルゼンチン
  - ブエノスアイレス（在アルゼンチン教皇大使館（英語版））
- ボリビア
  - ラパス（在ボリビア教皇大使館（英語版））
- ブラジル
  - ブラジリア（在ブラジル教皇大使館（英語版））
- カナダ
  - オタワ（在カナダ教皇大使館（英語版））
- チリ
  - サンティアゴ・デ・チリ（在チリ教皇大使館（英語版））
- コロンビア
  - ボゴタ（在コロンビア教皇大使館（英語版））
- コスタリカ
  - サンホセ（在コスタリカ教皇大使館（英語版））
- キューバ
  - ハバナ（在キューバ教皇大使館（英語版））
- ドミニカ共和国
  - サントドミンゴ（在ドミニカ共和国教皇大使館（英語版））
- エクアドル
  - キト（在エクアドル教皇大使館（英語版））
- エルサルバドル
  - サンサルバドル（在エルサルバドル教皇大使館（英語版））
- グアテマラ
  - グアテマラシティ（在グアテマラ教皇大使館（英語版））
- ハイチ
  - ポルトープランス（在ハイチ教皇大使館（英語版））
- ホンジュラス
  - テグシガルパ（在ホンジュラス教皇大使館（英語版））
- メキシコ
  - メキシコシティ（在メキシコ教皇大使館（英語版））
- パナマ
  - パナマ市（在パナマ教皇大使館（英語版））
- パラグアイ
  - アスンシオン（在パラグアイ教皇大使館（英語版））
- ペルー
  - リマ（在ペルー教皇大使館（英語版））
- トリニダード・トバゴ
  - ポートオブスペイン（在トリニダード・トバゴ教皇大使館（英語版））
- アメリカ合衆国
  - ワシントンD.C.（在アメリカ合衆国教皇大使館（英語版））
- ウルグアイ
  - モンテビデオ（在ウルグアイ教皇大使館（英語版））
- ベネズエラ
  - カラカス（在ベネズエラ教皇大使館（英語版））

## アジア
- アルメニア
  - エレバン（在アルメニア教皇大使館（英語版））
- バングラデシュ
  - ダッカ（在バングラデシュ教皇大使館（英語版））
- 中華民国（台湾）
  - 台北（在中国ローマ教皇庁大使館）
- ジョージア
  - トビリシ（在ジョージア教皇大使館（英語版））
- インド
  - ニューデリー（在インド教皇大使館（英語版））
- インドネシア
  - ジャカルタ（在インドネシア教皇大使館（英語版））
- イラン
  - テヘラン（在イラン教皇大使館（英語版））
- イラク
  - バグダード（在イラク教皇大使館（英語版））
- イスラエル
  - テルアビブ（在イスラエル教皇大使館（英語版））
- 日本
  - 東京（駐日本国ローマ法王庁大使館）
- ヨルダン
  - アンマン（在ヨルダン教皇大使館（英語版））
- カザフスタン
  - アスタナ（在カザフスタン教皇大使館（英語版））
- キルギス
  - ビシュケク（在キルギス教皇大使館（英語版））
- クウェート
  - クウェート市（在クウェート教皇大使館（英語版））
- レバノン
  - ハリッサ（在レバノン教皇大使館（英語版））
- マレーシア
  - クアラルンプール（在マレーシア教皇大使館（英語版））
- パキスタン
  - イスラマバード（在パキスタン教皇大使館（英語版））
- パレスチナ
  - 東エルサレム（使徒座代表部）
- フィリピン
  - マニラ（在フィリピン教皇大使館（英語版））
- シンガポール
  - シンガポール（在シンガポール教皇大使館（英語版））
- 韓国
  - ソウル（在韓国教皇大使館（英語版））
- スリランカ
  - コロンボ（在スリランカ教皇大使館（英語版））
- シリア
  - ダマスカス（在シリア教皇大使館（英語版））
- タイ
  - バンコク（在タイ教皇大使館（英語版））
- 東ティモール
  - ディリ（在東ティモール教皇大使館（英語版））[2]
- トルコ
  - アンカラ（在トルコ教皇大使館（英語版））
- アラブ首長国連邦
  - アブダビ（在アラブ首長国連邦教皇大使館（英語版））
- ウズベキスタン
  - タシュケント（在ウズベキスタン教皇大使館（英語版））
- ベトナム
  - ハノイ（教皇庁常駐代表事務所）

## ヨーロッパ
- アルバニア
  - ティラナ（在アルバニア教皇大使館（英語版））
- オーストリア
  - ウィーン（在オーストリア教皇大使館（英語版））
- ベラルーシ
  - ミンスク（在ベラルーシ教皇大使館（英語版））
- ベルギー
  - ブリュッセル（在ベルギー教皇大使館（英語版））
- ボスニア・ヘルツェゴビナ
  - サラエヴォ（在ボスニア・ヘルツェゴビナ教皇大使館（英語版））
- ブルガリア
  - ソフィア（在ブルガリア教皇大使館（英語版））
- クロアチア
  - ザグレブ（在クロアチア教皇大使館（英語版））
- キプロス
  - ニコシア（在キプロス教皇大使館（英語版））
- チェコ
  - プラハ（在チェコ教皇大使館（英語版））
- フランス
  - パリ（在フランス教皇大使館（英語版））
- ドイツ
  - ベルリン（在ドイツ教皇大使館（英語版））
- イギリス
  - ロンドン（在グレートブリテン教皇大使館（英語版））
- ギリシャ
  - アテネ（在ギリシャ教皇大使館（英語版））
- ハンガリー
  - ブダペスト（在ハンガリー教皇大使館（英語版））
- アイルランド
  - ダブリン（在アイルランド教皇大使館（英語版））
- イタリア
  - ローマ（在イタリア教皇大使館（英語版））
- リトアニア
  - ヴィリニュス（在リトアニア教皇大使館（英語版））
- マルタ
  - ラバト（在マルタ教皇大使館（英語版））
- モナコ
  - （在モナコ教皇大使館（英語版））
- オランダ
  - ハーグ（在オランダ教皇大使館（英語版））
- ポーランド
  - ワルシャワ（在ポーランド教皇大使館（英語版））
- ポルトガル
  - リスボン（在ポルトガル教皇大使館（英語版））
- ルーマニア
  - ブカレスト（在ルーマニア教皇大使館（英語版））[3]
- ロシア
  - モスクワ（在ロシア教皇大使館（英語版））
- サンマリノ
  - （在サンマリノ教皇大使館（英語版））
- セルビア
  - ベオグラード（在セルビア教皇大使館（英語版））
- スロバキア
  - ブラチスラヴァ（在スロバキア教皇大使館（英語版））
- スロベニア
  - リュブリャナ（在スロベニア教皇大使館（英語版））
- スペイン
  - マドリード（在スペイン教皇大使館（英語版））
- スウェーデン
  - ストックホルム（在北欧諸国教皇大使館（英語版））[4][注釈 1]
- スイス
  - ベルン（在スイス教皇大使館（英語版））
- ウクライナ
  - キーウ（在ウクライナ教皇大使館（英語版））

## オセアニア
- オーストラリア
  - キャンベラ（在オーストラリア教皇大使館（英語版））
- ニュージーランド
  - ウェリントン（在ニュージーランド教皇大使館（英語版））
- パプアニューギニア
  - ポートモレスビー（在パプアニューギニア教皇大使館（英語版））

## 多国間組織
- 国際連合本部（ニューヨーク）（国際連合常任オブザーバー (聖座)（英語版））
- 国際連合ジュネーブ事務局（国際連合ジュネーブ事務局常任オブザーバー (聖座)（英語版））
- 欧州評議会（ストラスブール）（欧州評議会常任オブザーバー (聖座)（英語版））
- 国際連合教育科学文化機関（UNESCO）（パリ）（UNESCO常任オブザーバー（教皇庁）（英語版））
- 国際連合環境計画（ナイロビ）
- 国際連合人間居住計画（ナイロビ）
- 世界観光機関（マドリード）
- ローマ：国連食糧農業機関（FAO）および食料計画対応
- ウィーン：国際機関および国際連合ウィーン事務局常駐代表／常任オブザーバー

- 国際連合工業開発機関（UNIDO）
- 国際原子力機関（IAEA）
- 国際軍事医学委員会（英語版）（ICMM）
- 私法統一国際協会（英語版）（UNIDROIT）
- 国際移住機関（IOM）
- 化学兵器禁止機関（OPCW）
- 包括的核実験禁止条約機関準備委員会（CTBTO）

地域機関
- 東南アジア諸国連合（ASEAN）
  - 在東南アジア諸国連合教皇大使館（英語版）
- 西アフリカ諸国経済共同体（ECOWAS）
- 欧州安全保障協力機構（OSCE）

## 過去の外交使節
- 在バイエルン教皇大使館（英語版）
- 在ケルン教皇大使館（英語版）
- 在チェコスロバキア教皇大使館（英語版）
- 在デンマーク教皇大使館（英語版）
- 在フィレンツェ教皇大使館（英語版）
- 在グラーツ教皇大使館（英語版）
- 在ナポリ教皇大使館（英語版）
- 在プロイセン教皇大使館（英語版）
- 在サヴォイア教皇大使館（英語版）
- 在ヴェネツィア教皇大使館（英語版）
- 在ユーゴスラビア教皇大使館（英語版）

## ギャラリー

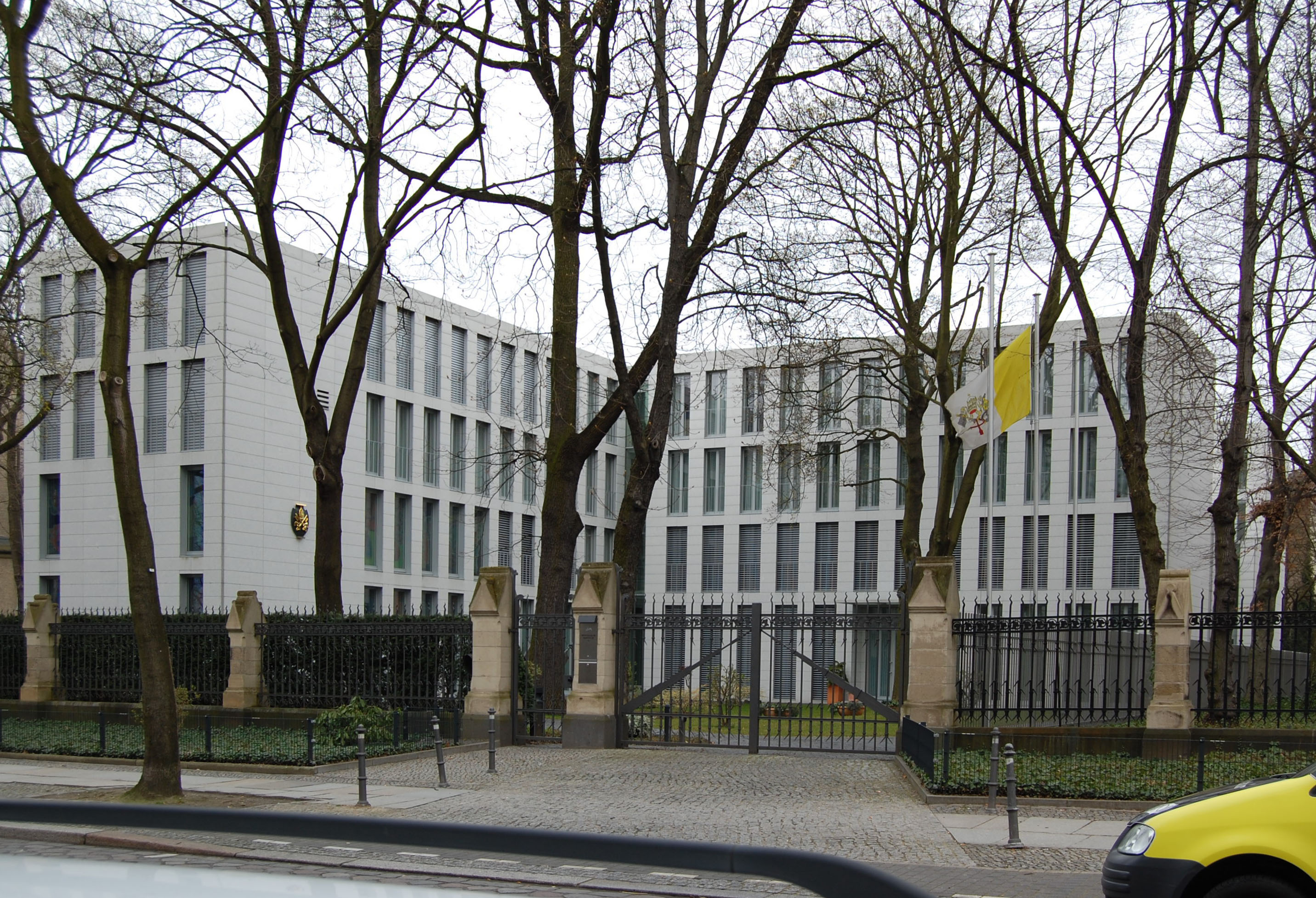
ベルリンの教皇大使館
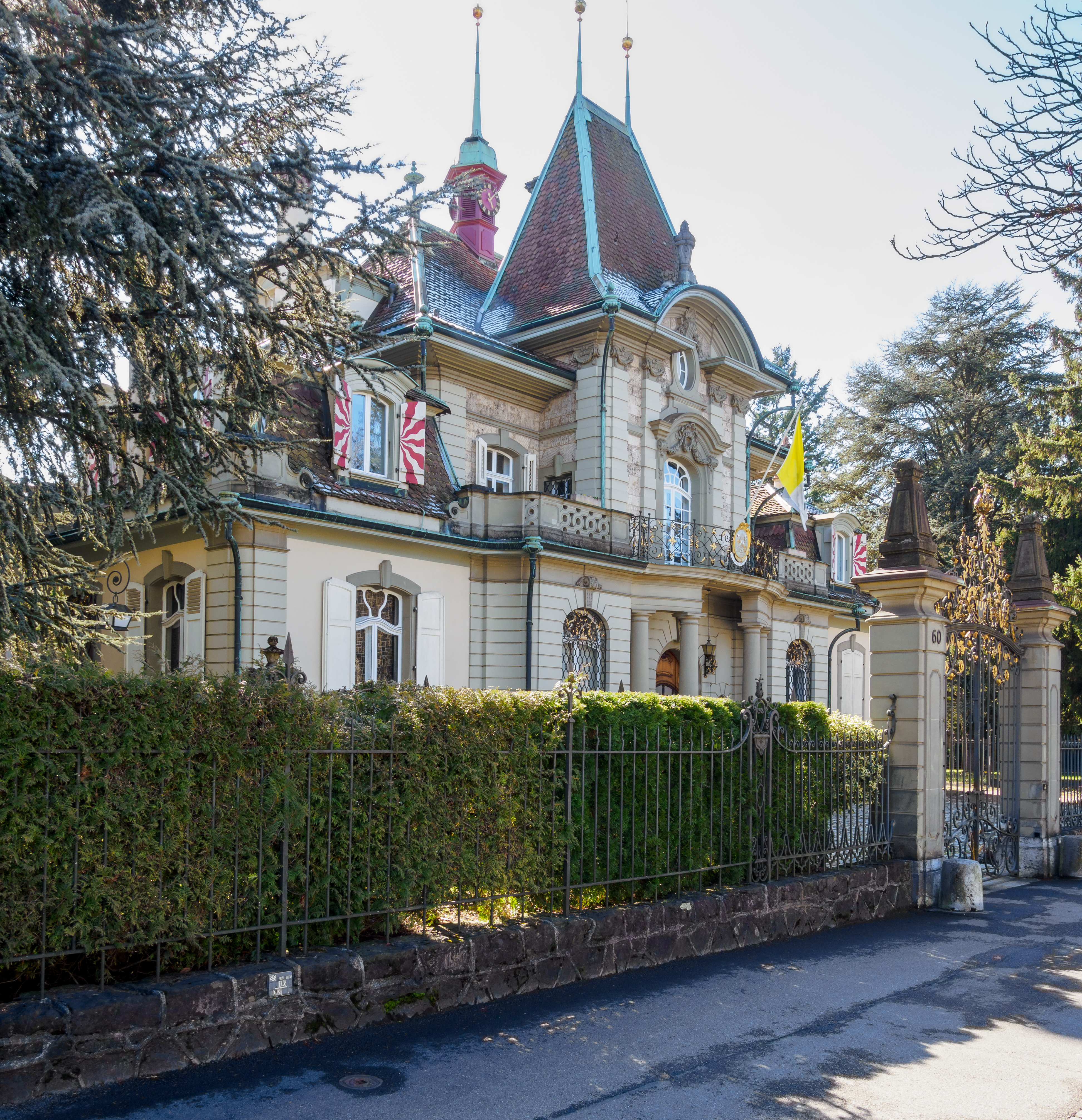
ベルンの教皇大使館
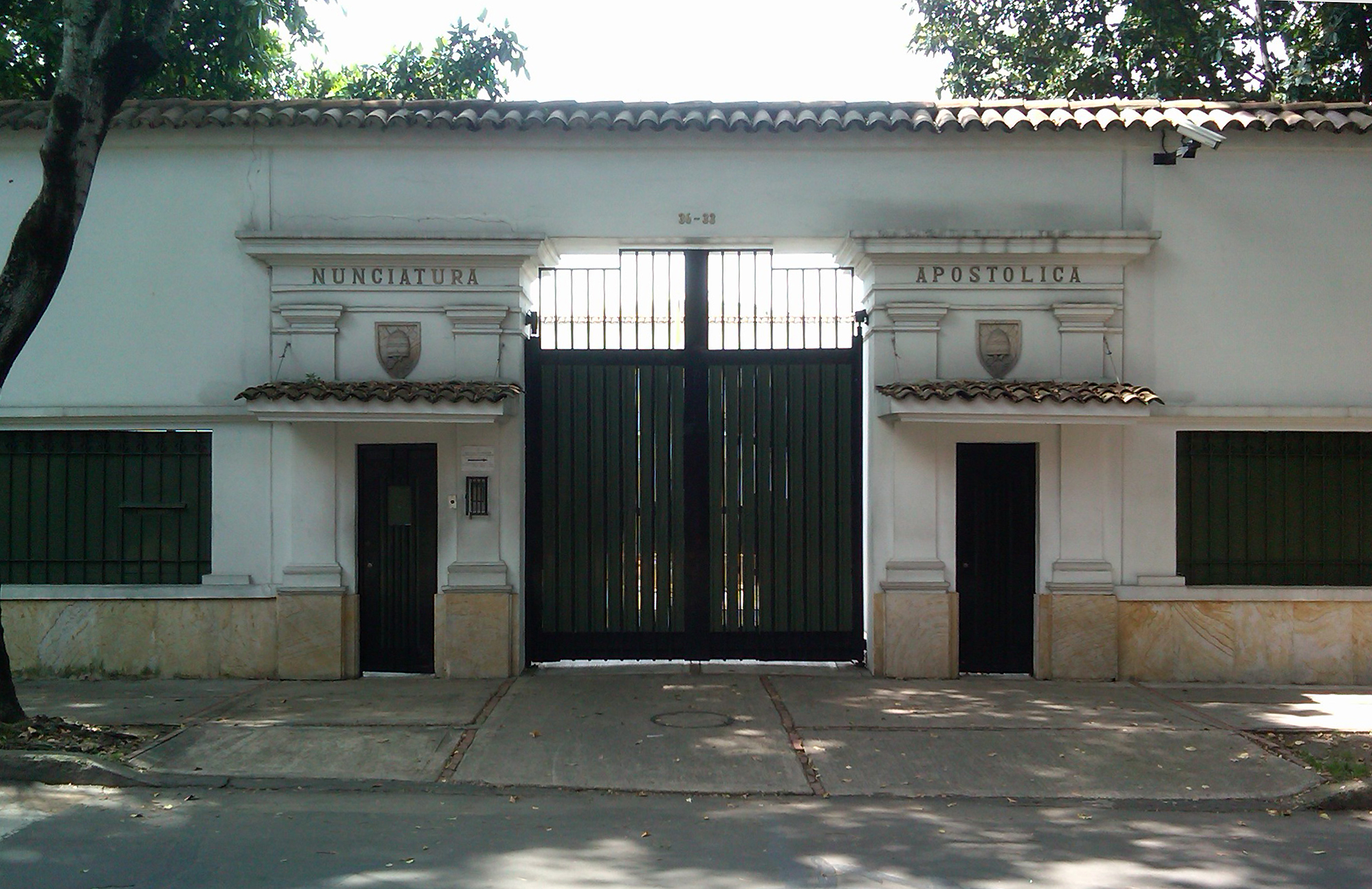
ボゴタの教皇大使館
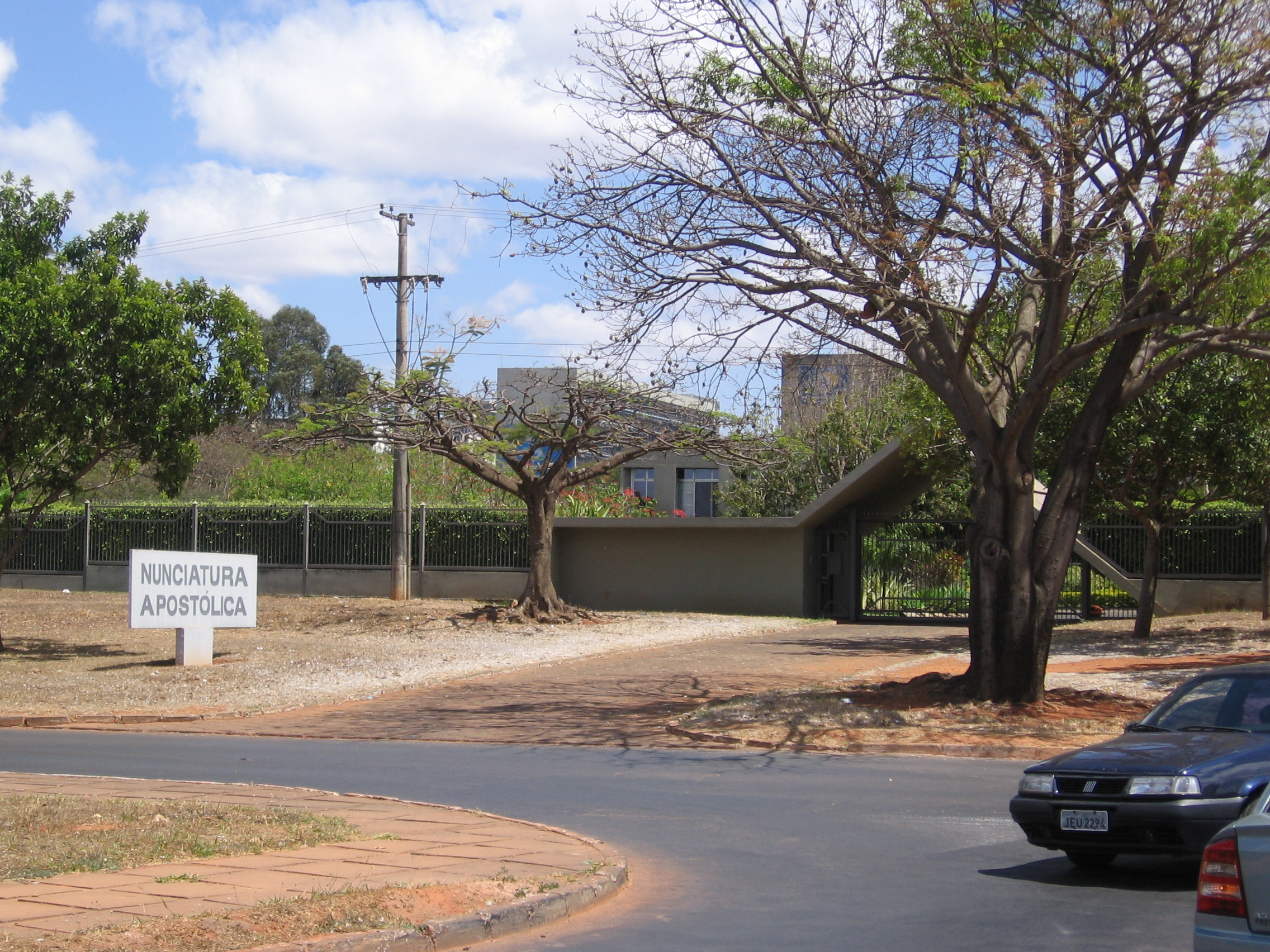
ブラジリアの教皇大使館
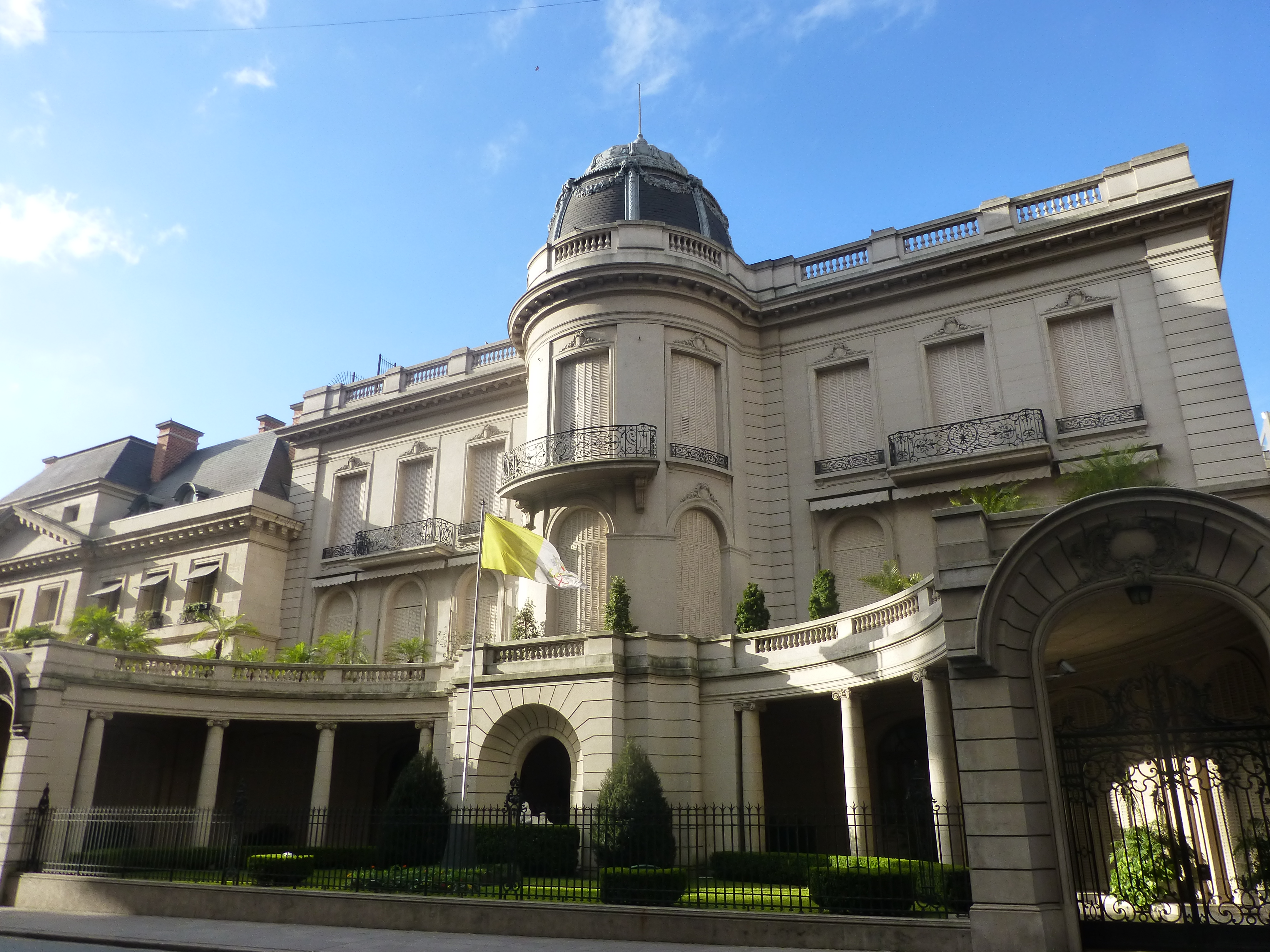
ブエノスアイレスの教皇大使館
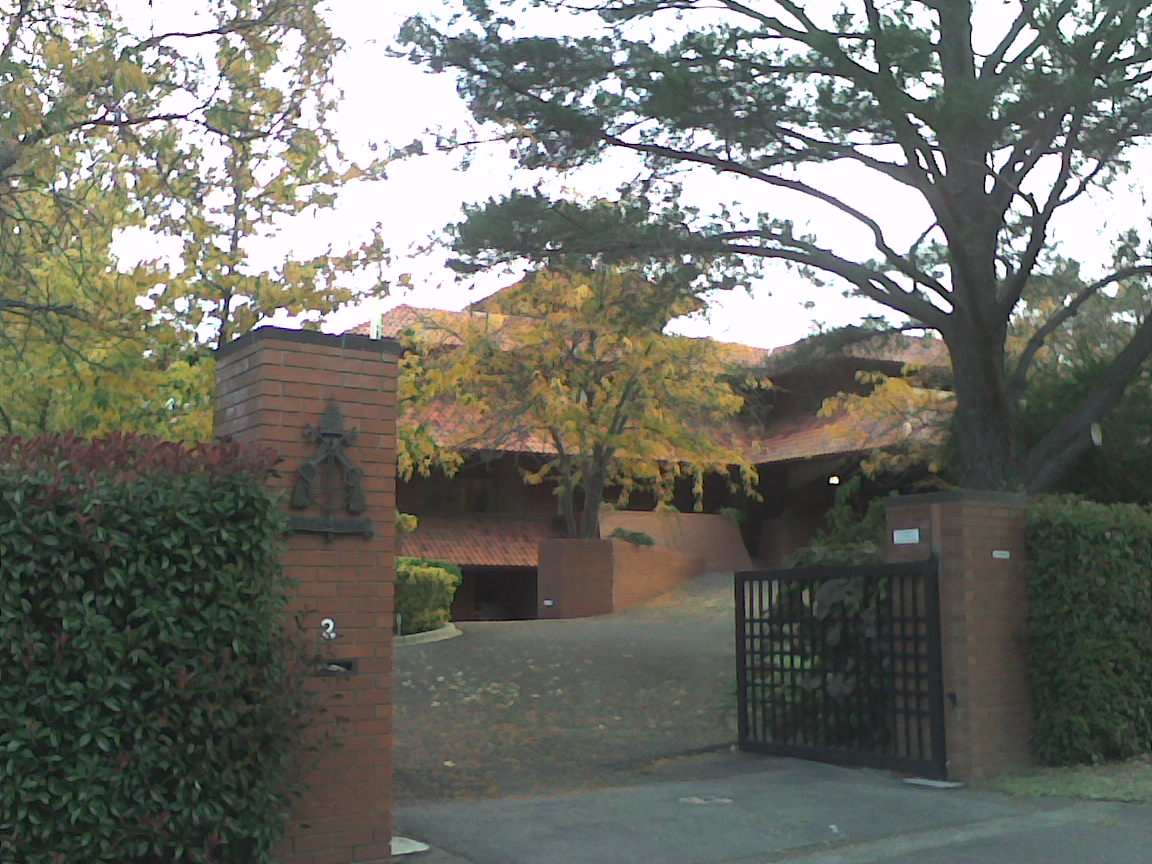
キャンベラの教皇大使館
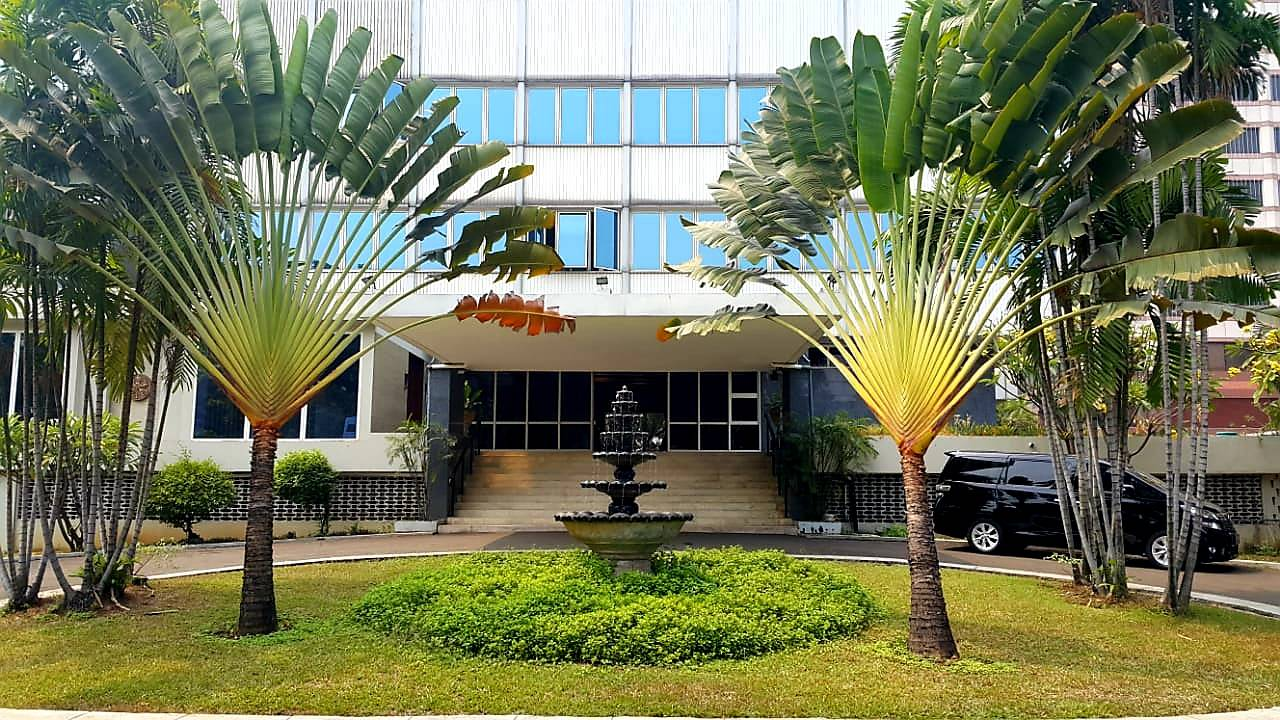
ジャカルタの教皇大使館
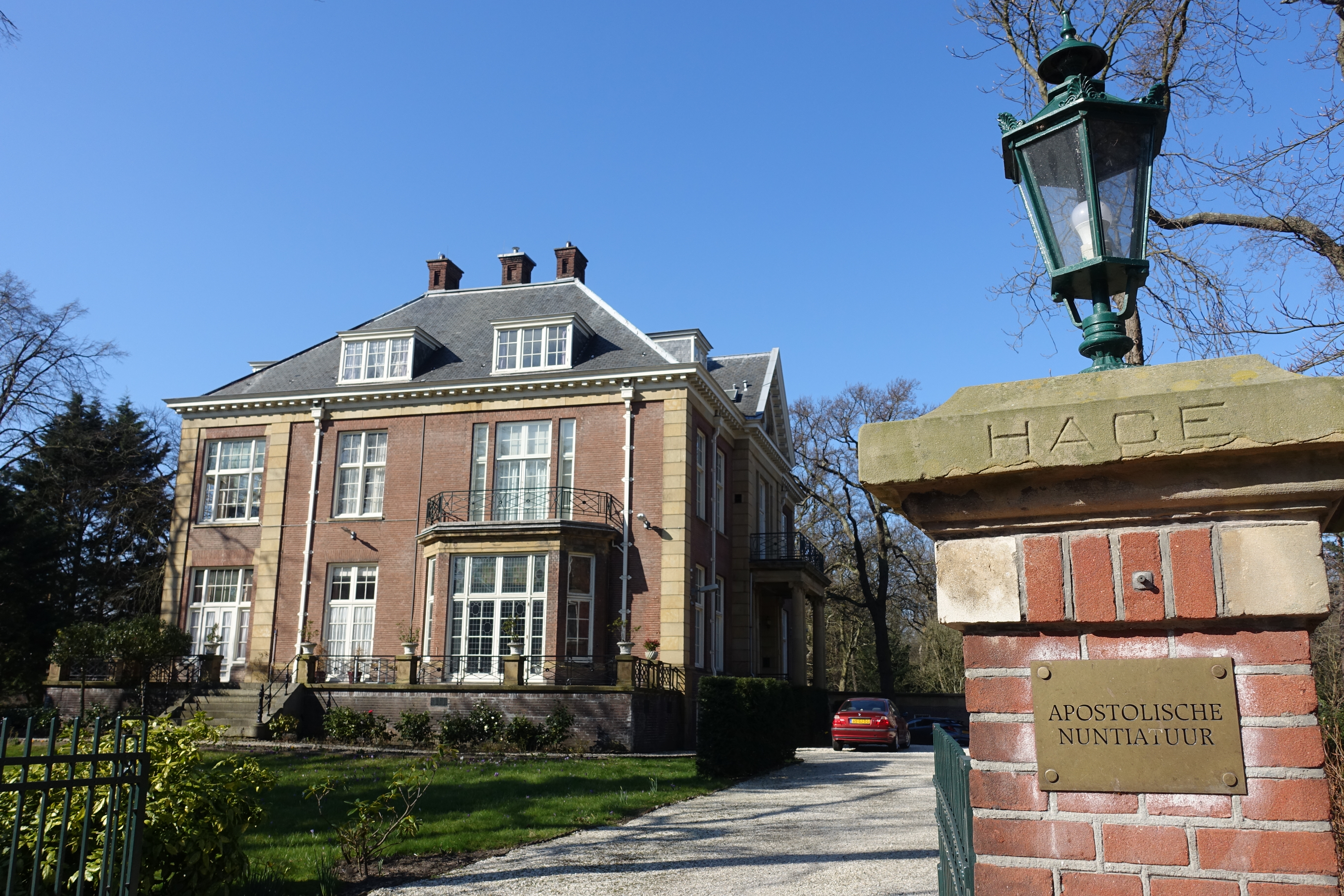
ハーグの教皇大使館
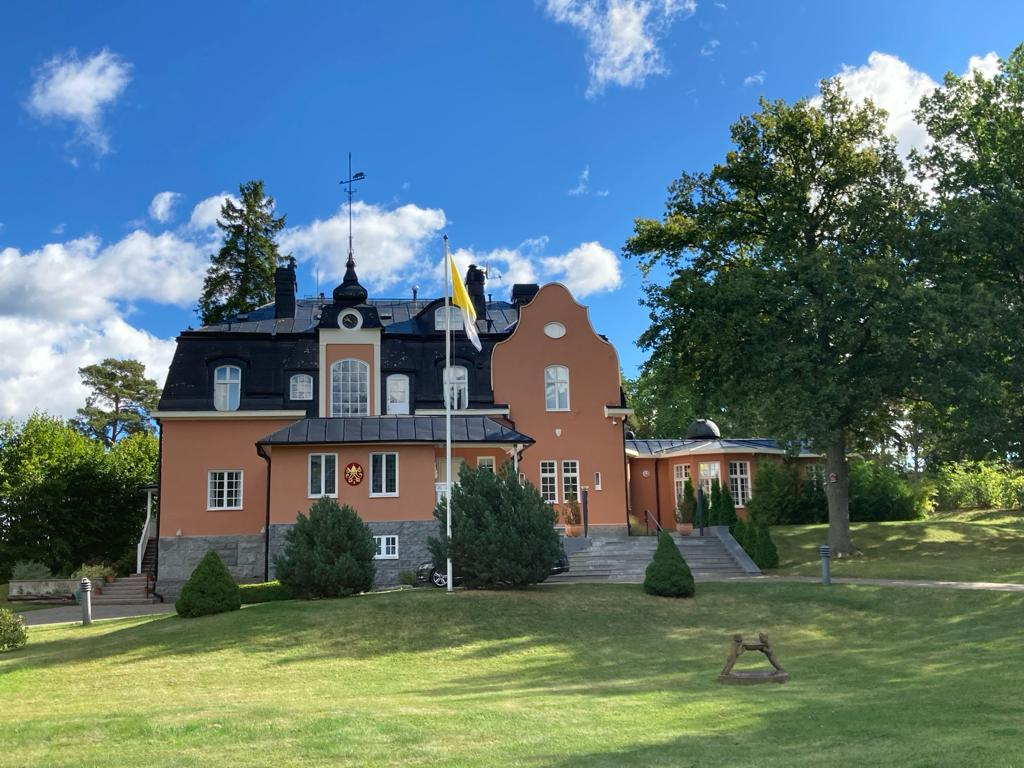
在北欧諸国教皇大使館（ストックホルム）
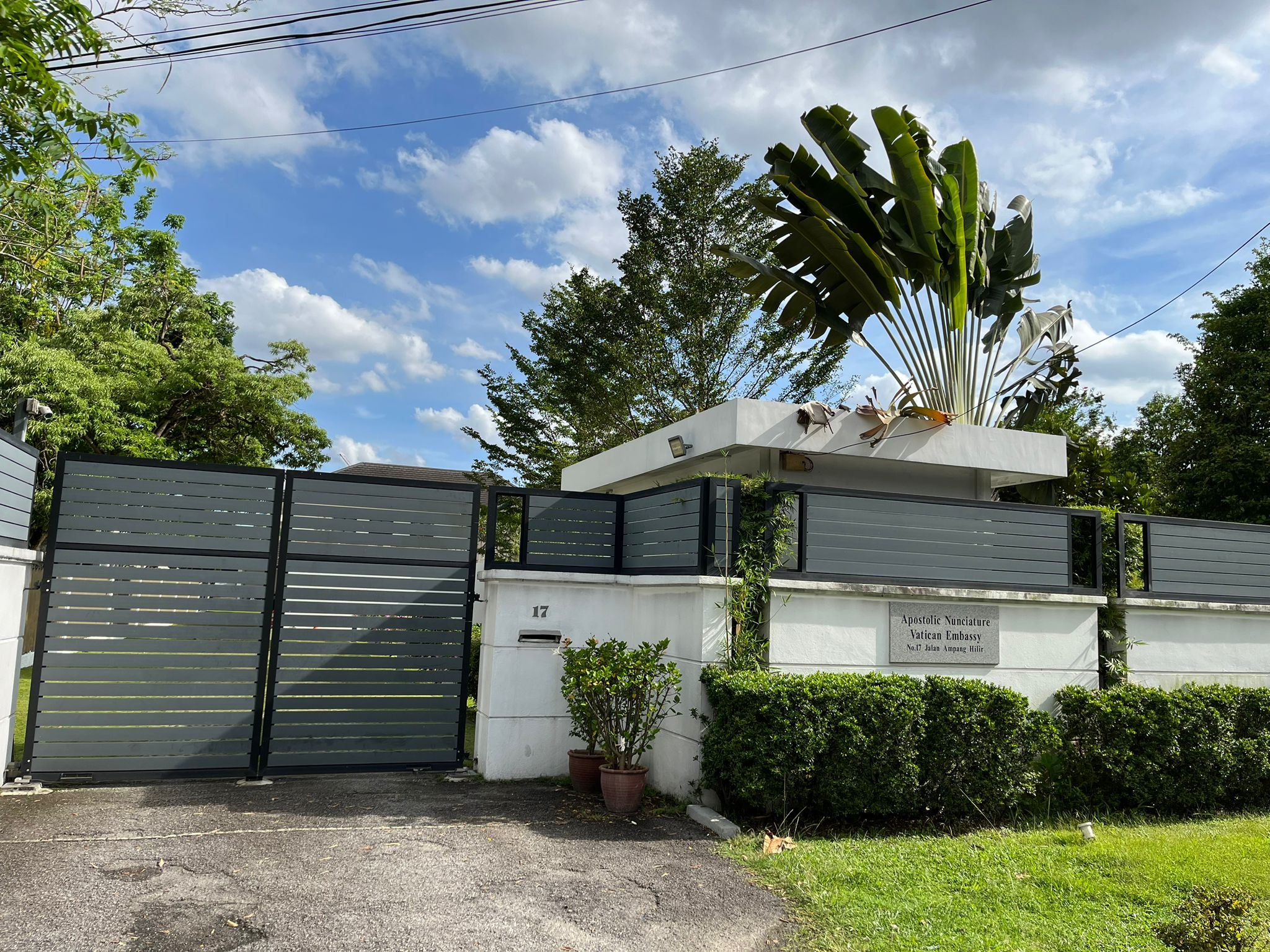
クアラルンプールの教皇大使館
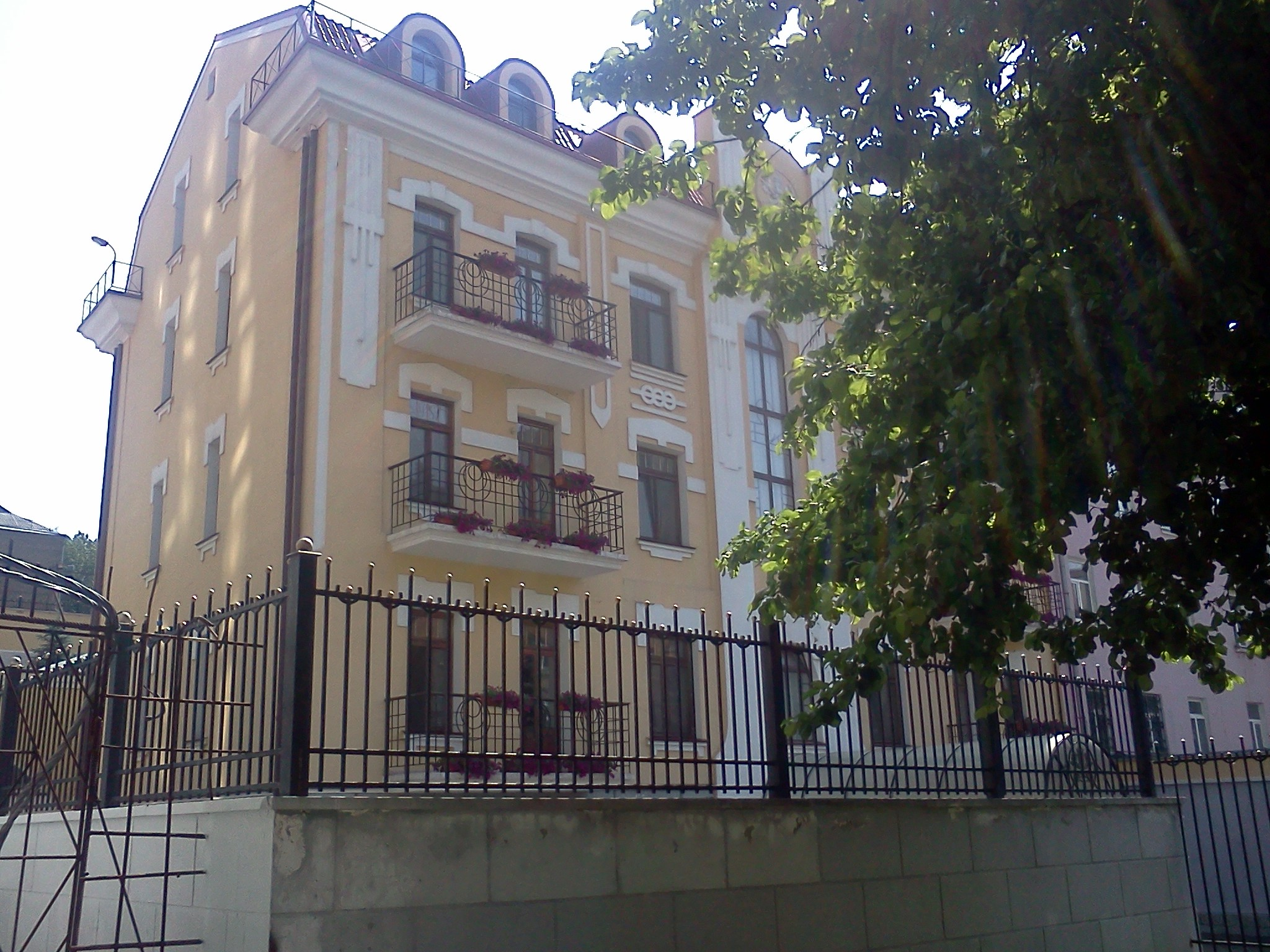
キーウの教皇大使館
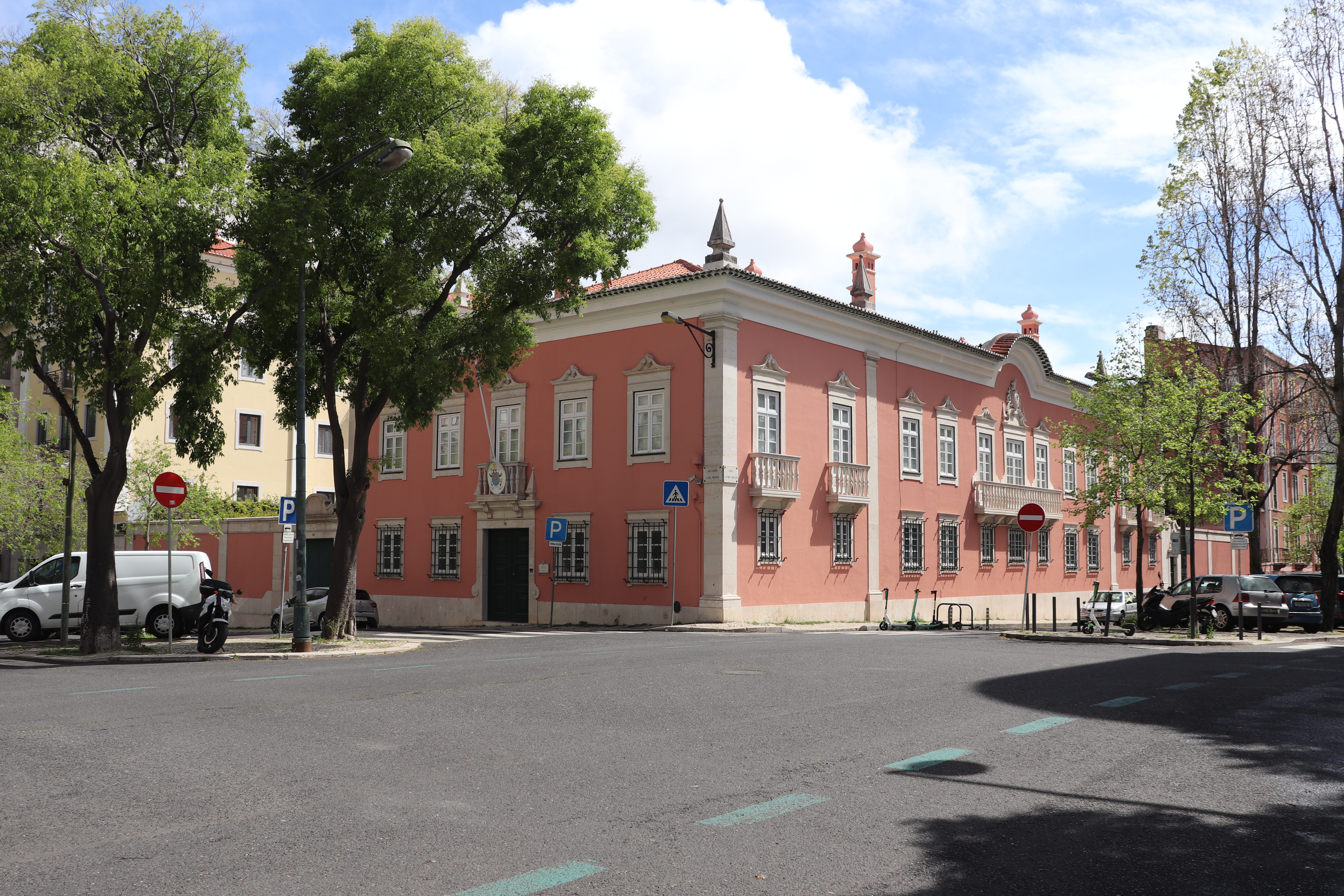
リスボンの教皇大使館
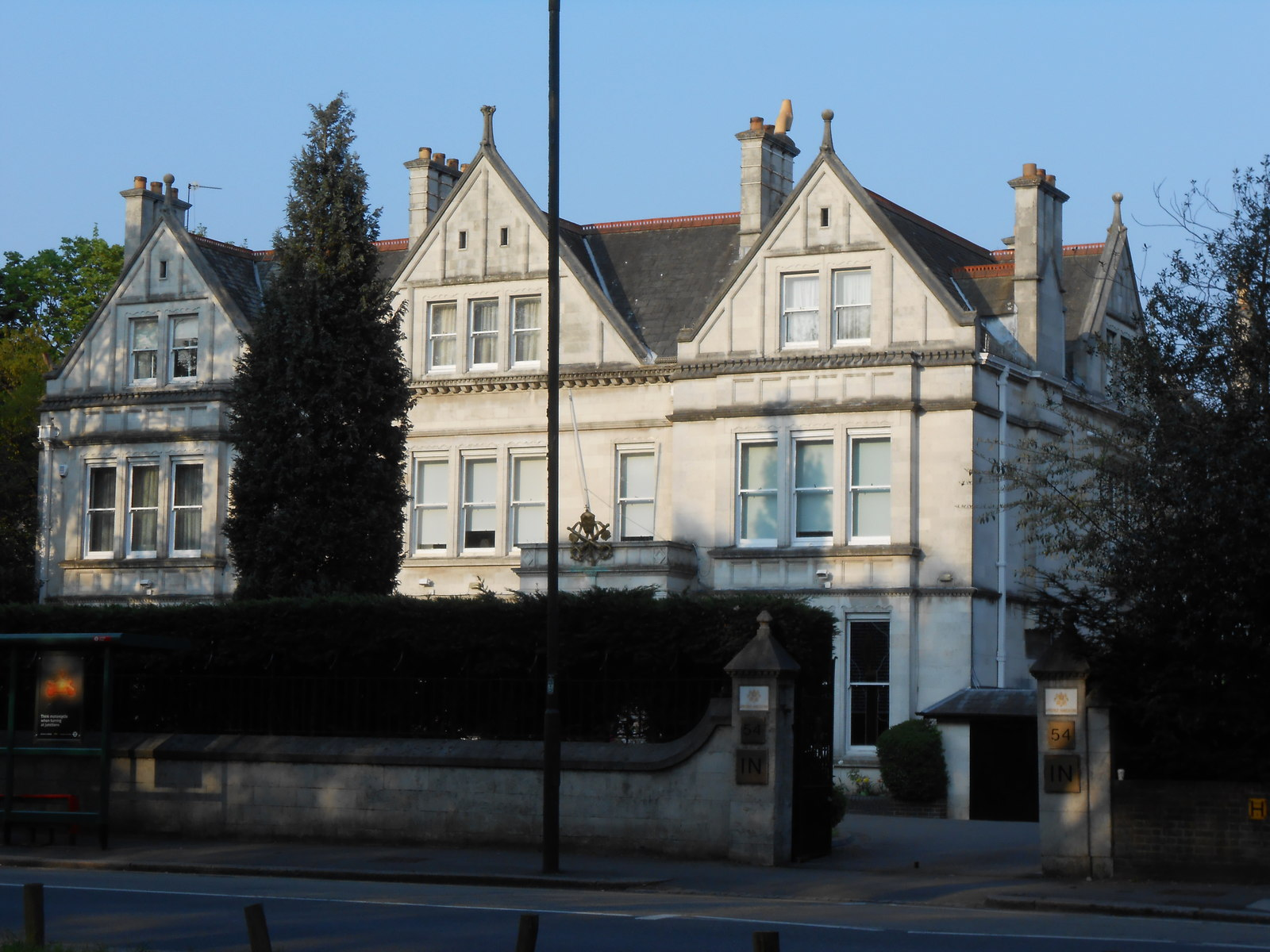
ロンドンの教皇大使館
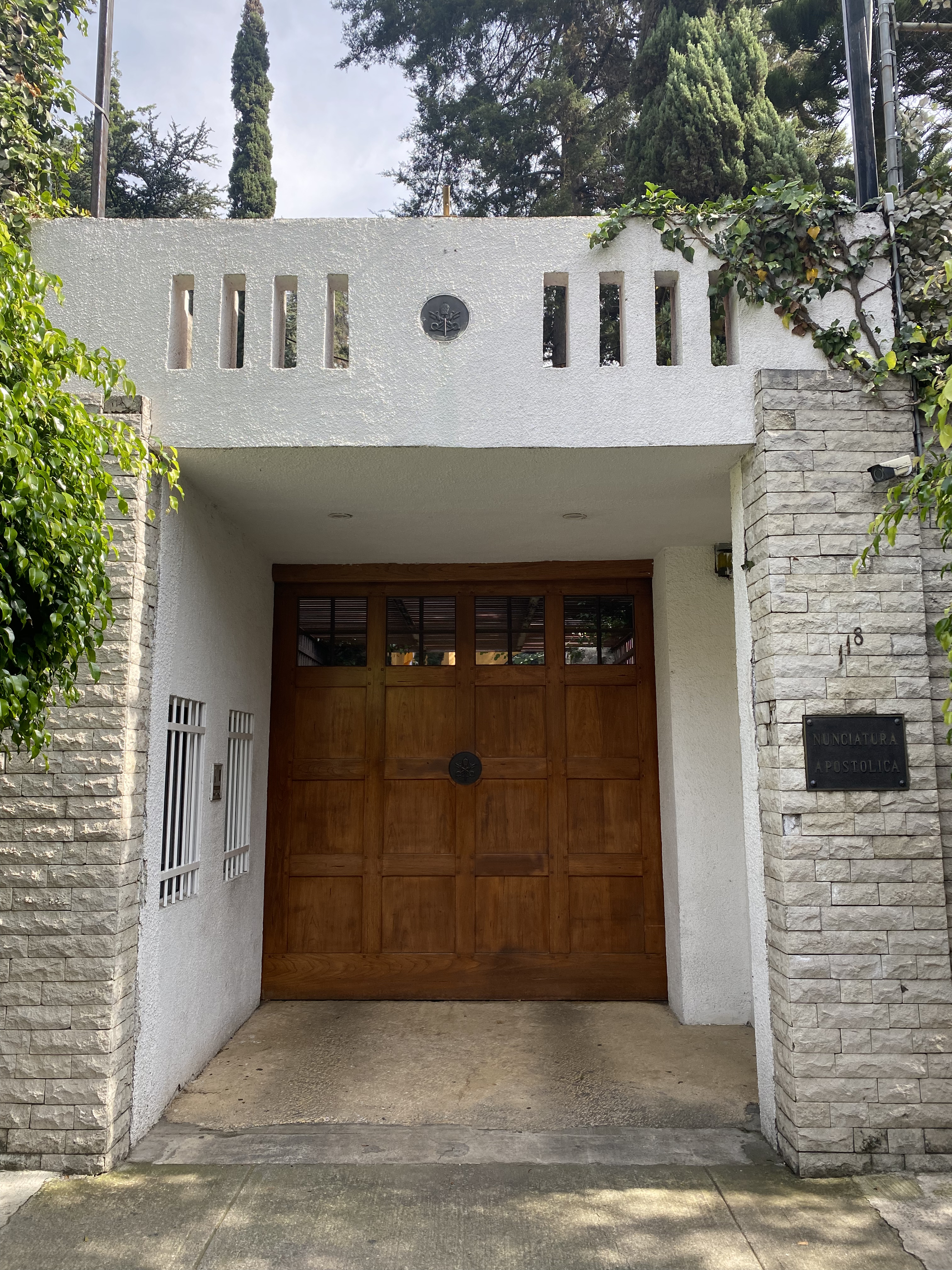
メキシコシティの教皇大使館
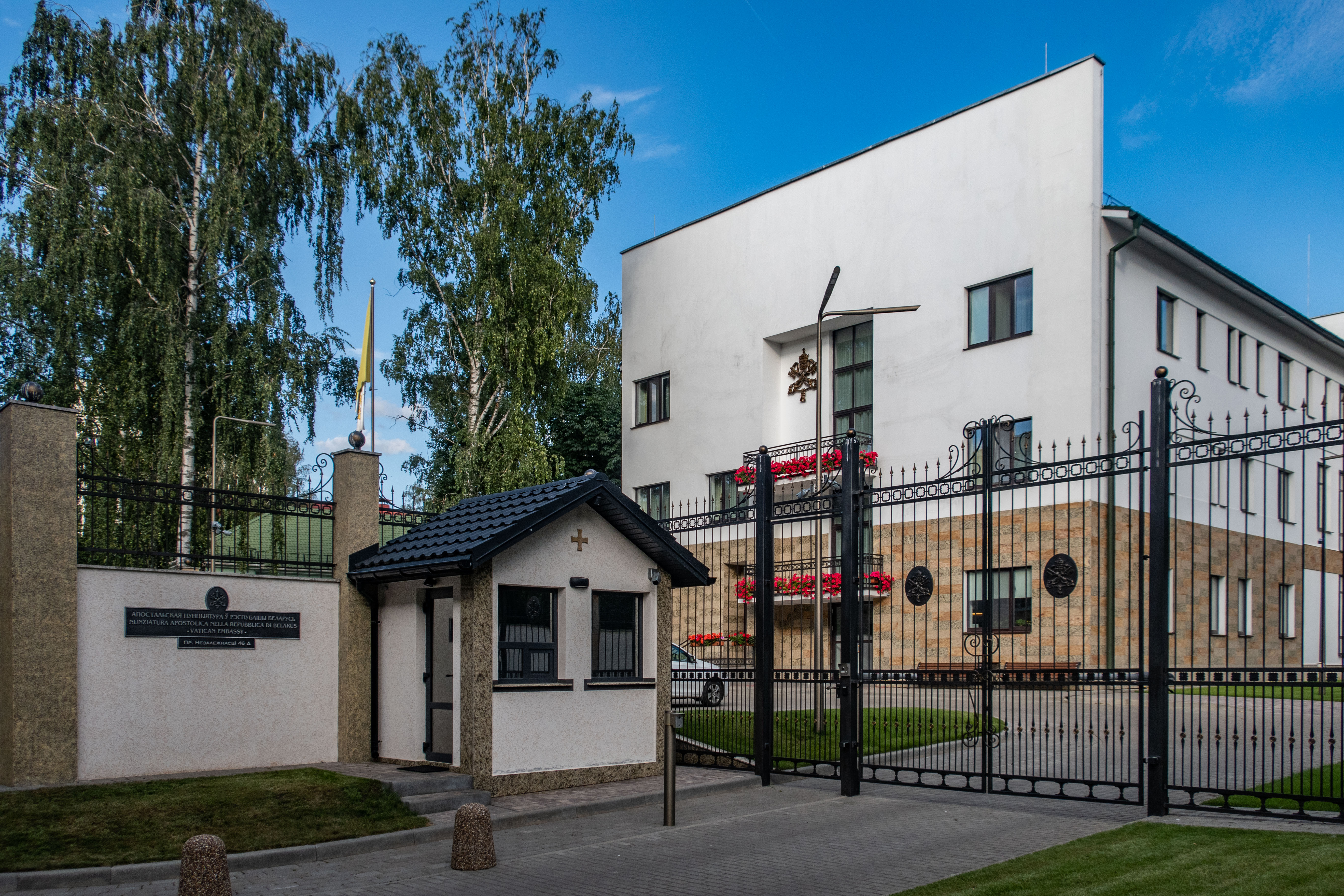
ミンスクの教皇大使館
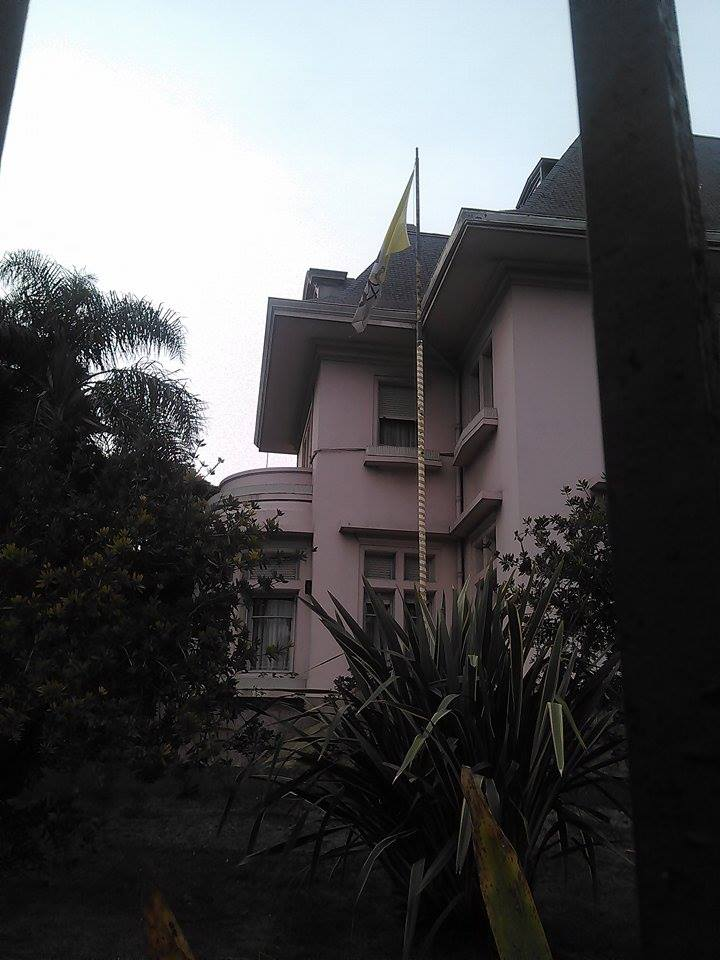
モンテビデオの教皇大使館
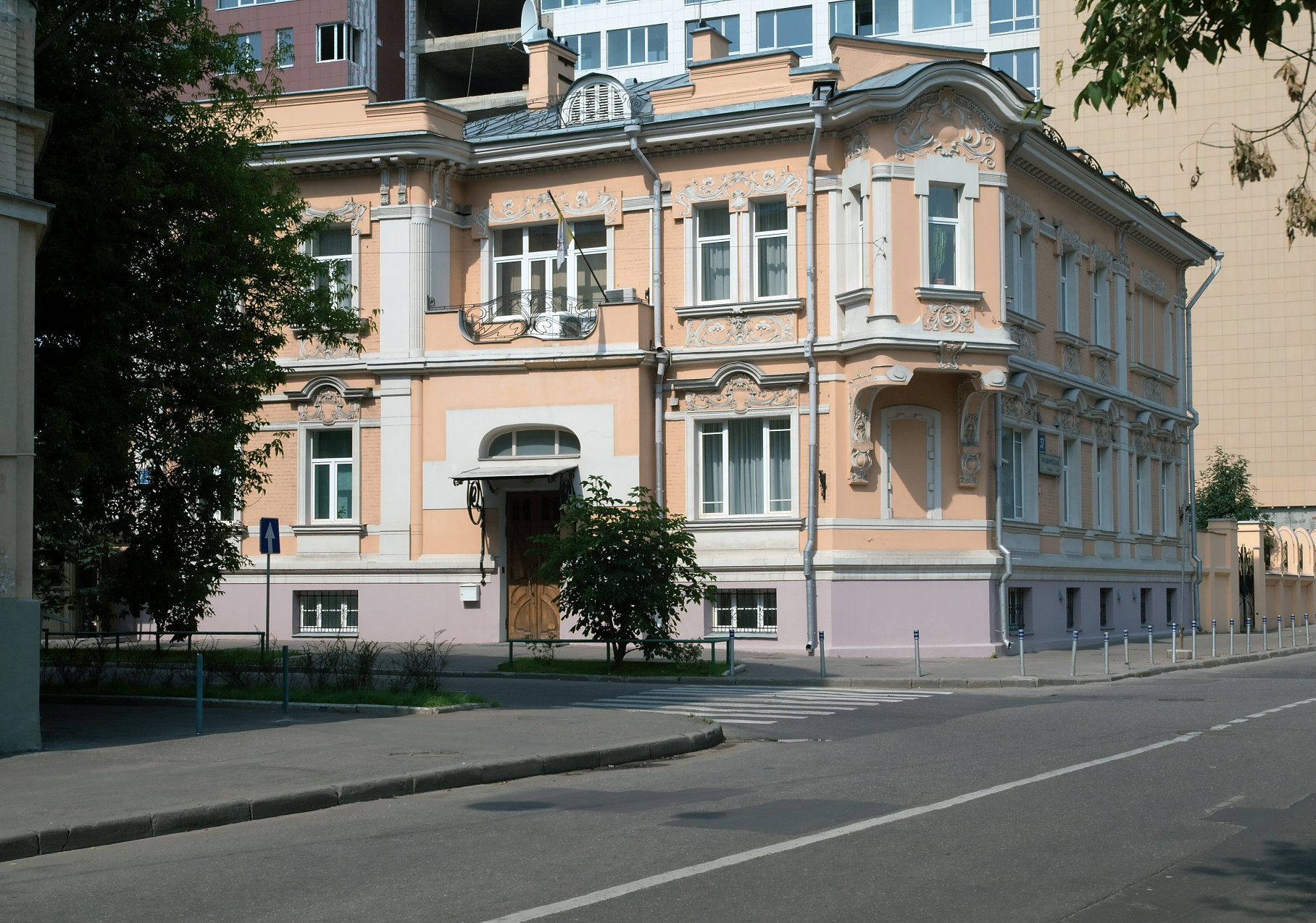
モスクワの教皇大使館
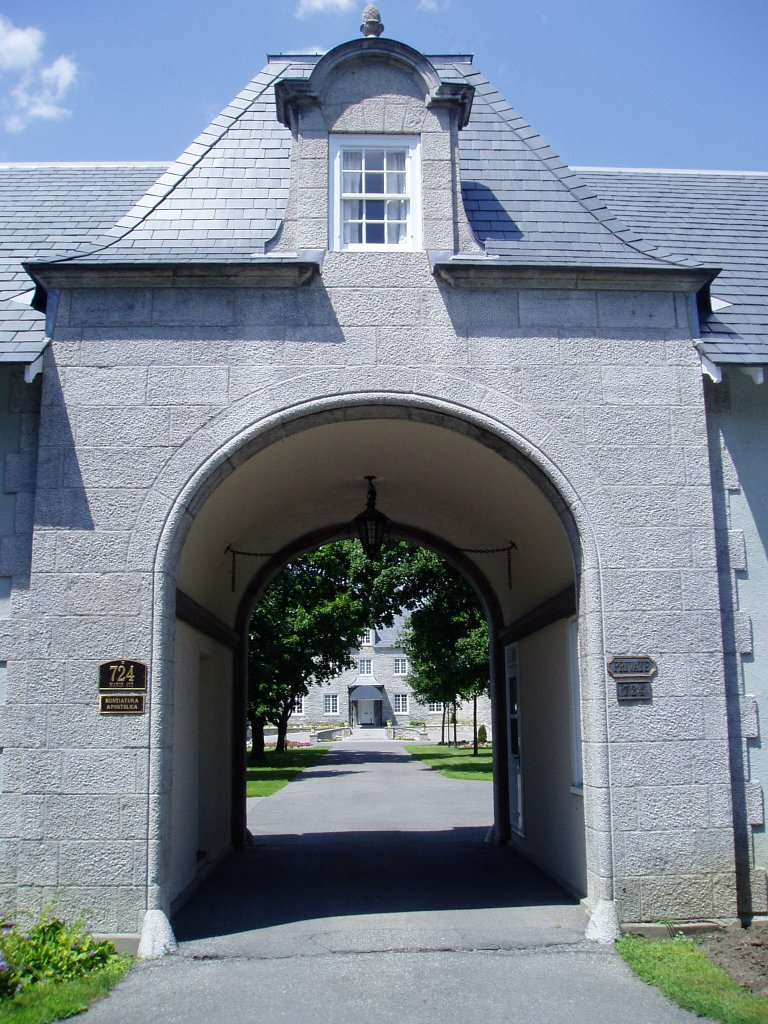
オタワの教皇大使館
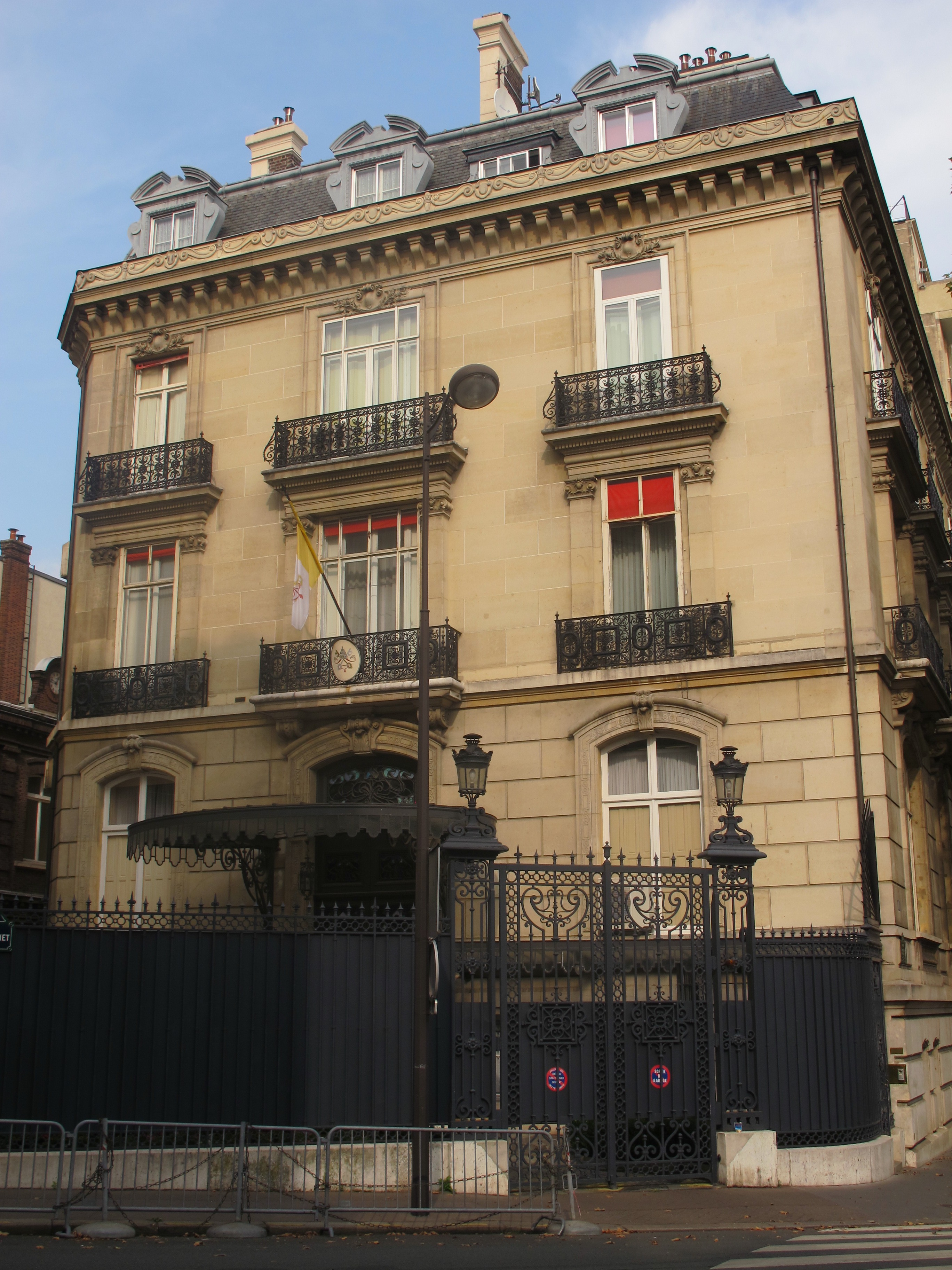
パリの教皇大使館
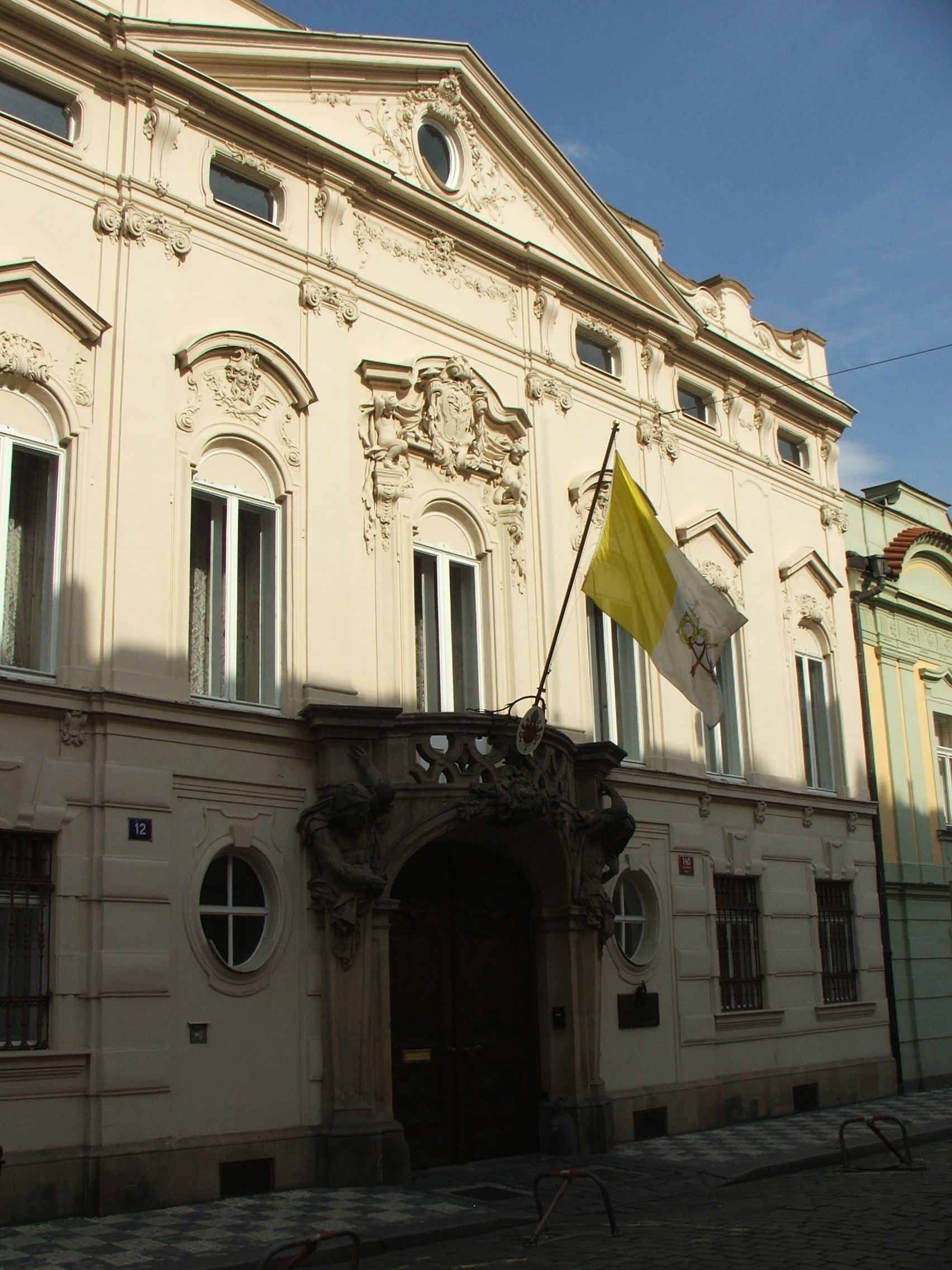
プラハの教皇大使館
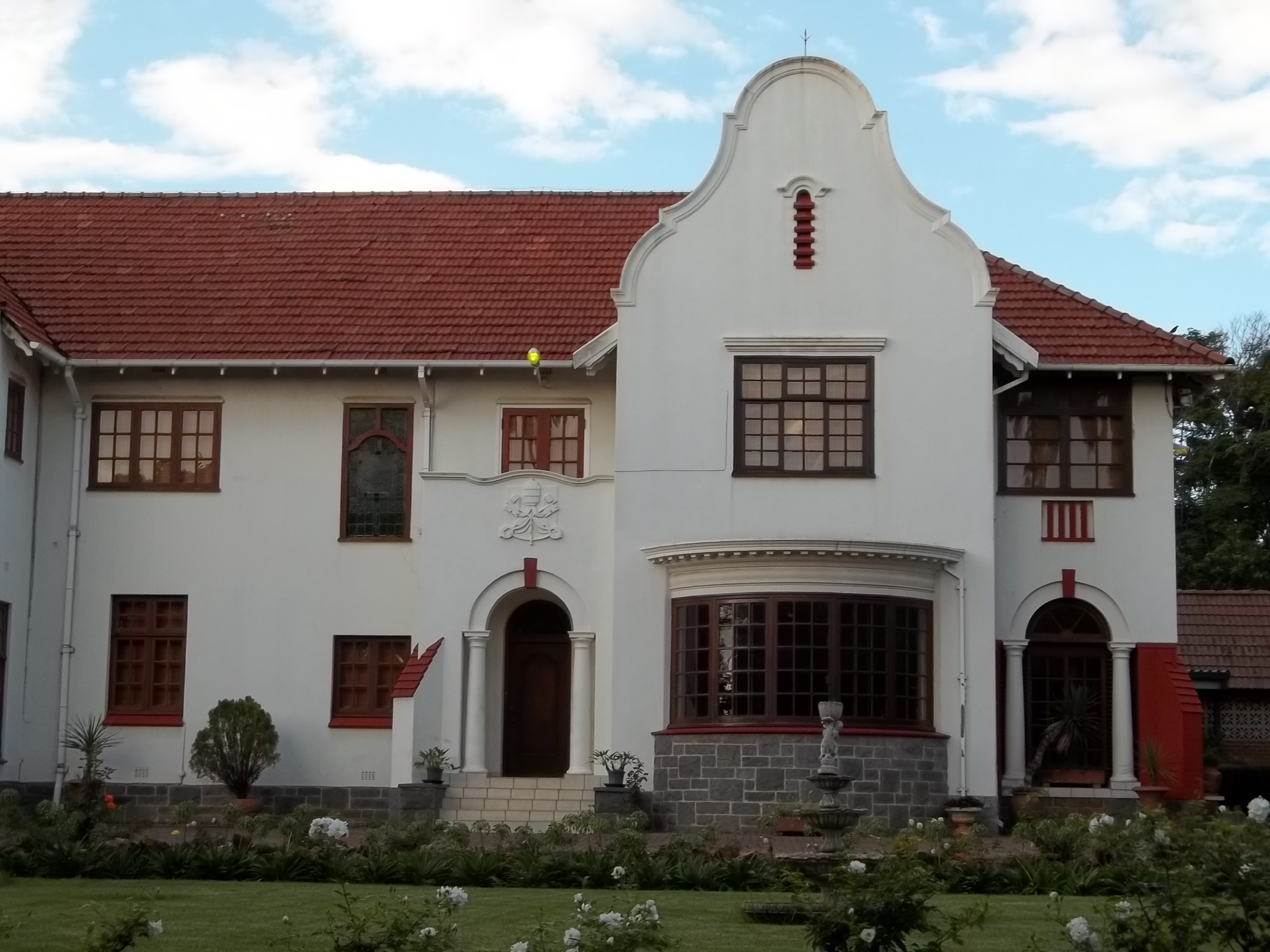
プレトリアの教皇大使館
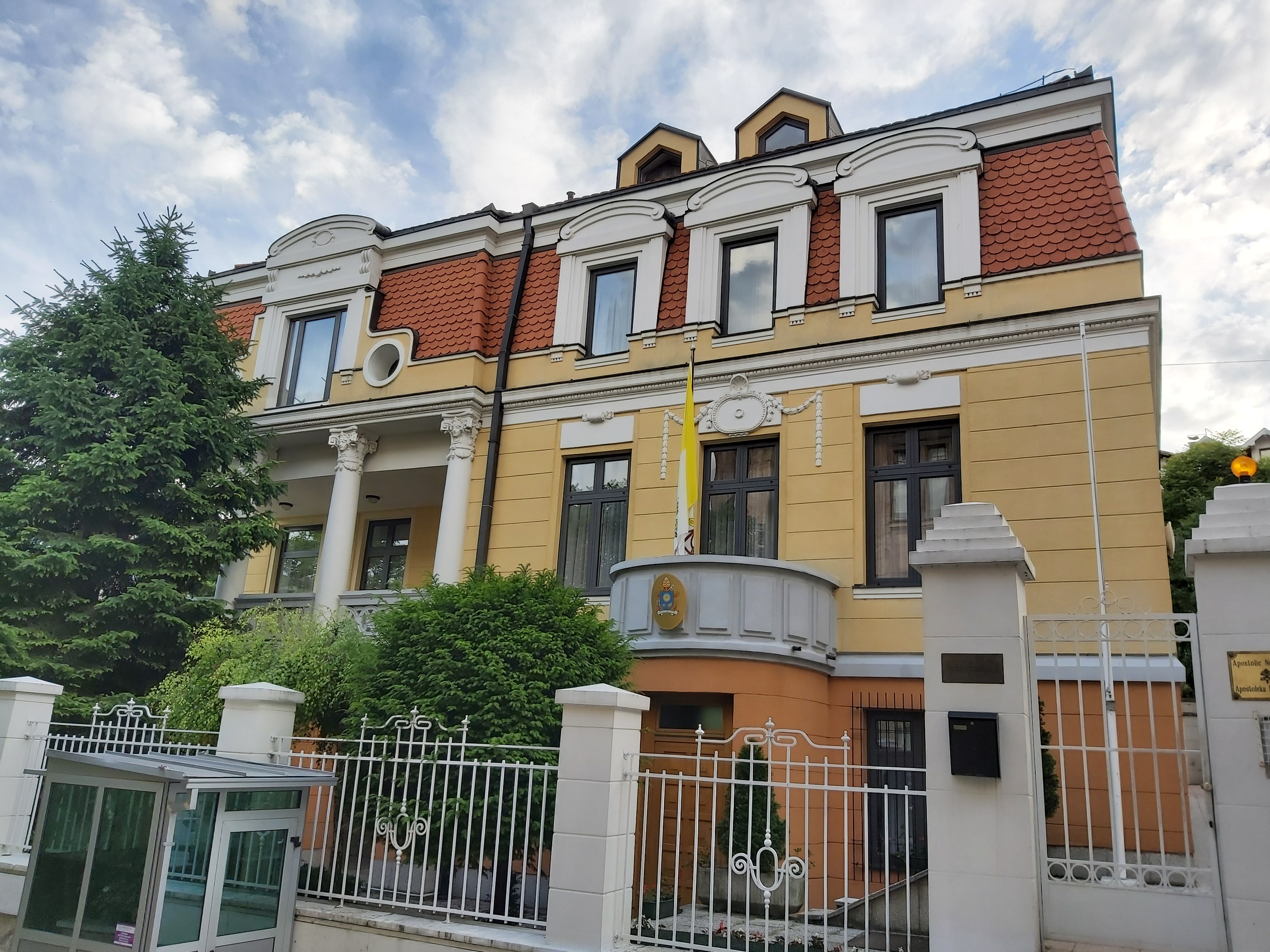
サラエヴォの教皇大使館
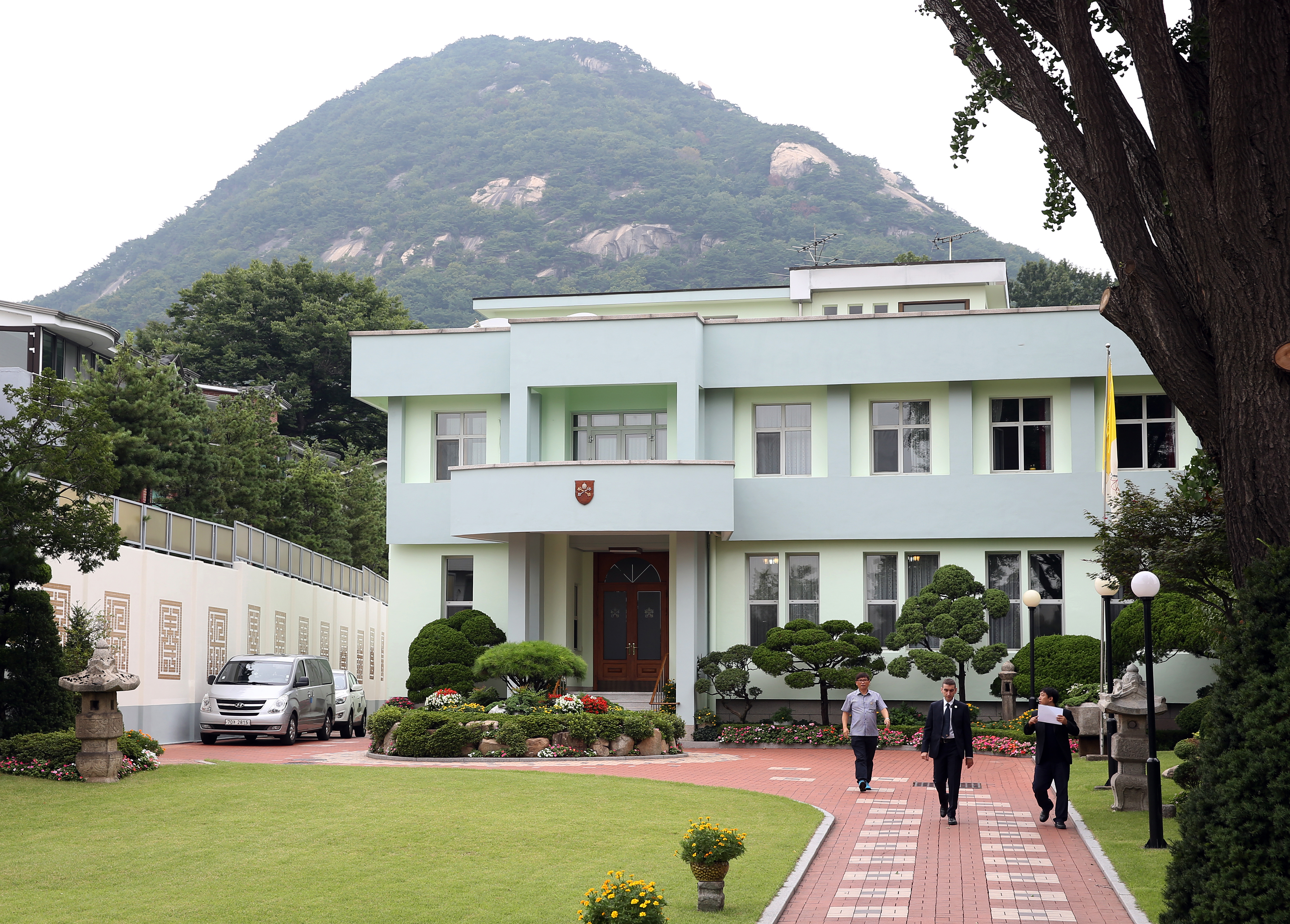
ソウルの教皇大使館
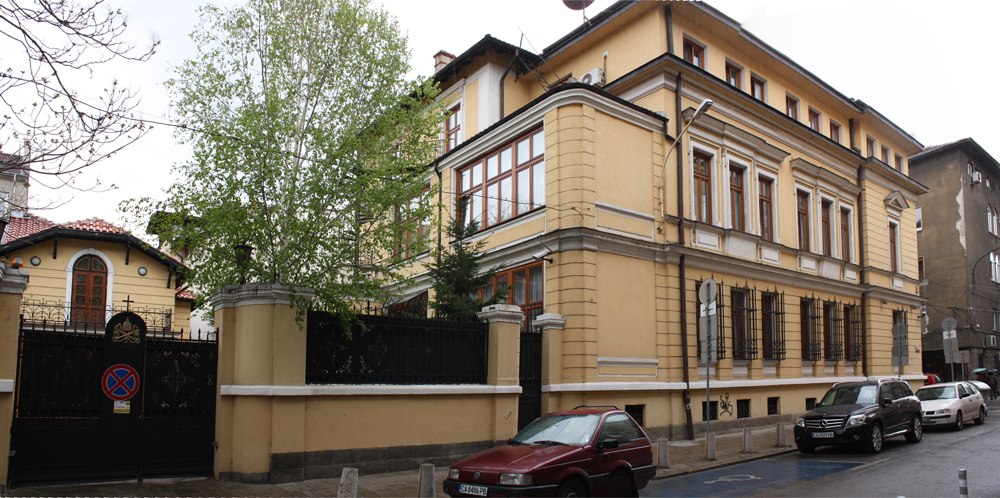
ソフィアの教皇大使館
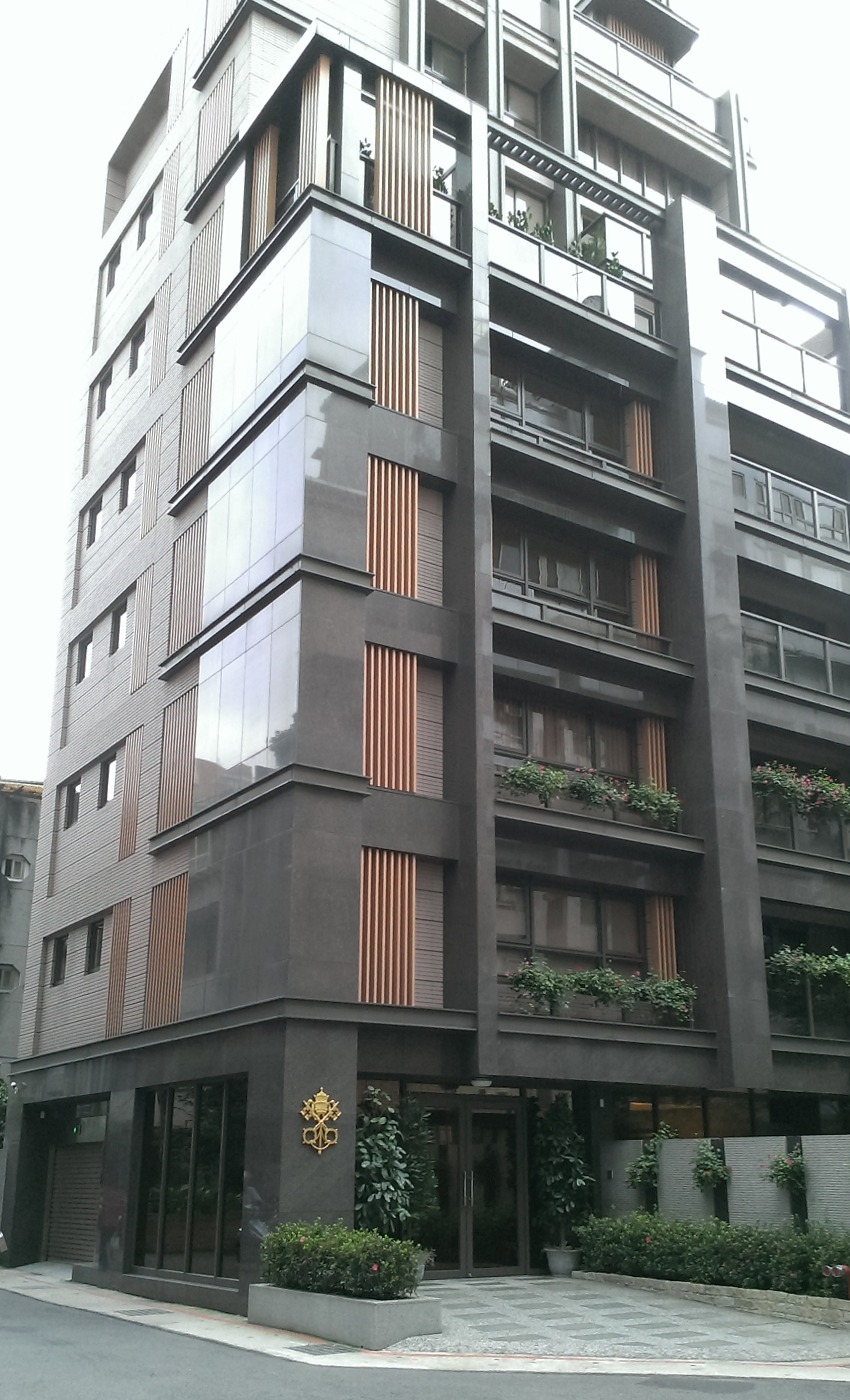
台北の教皇大使館
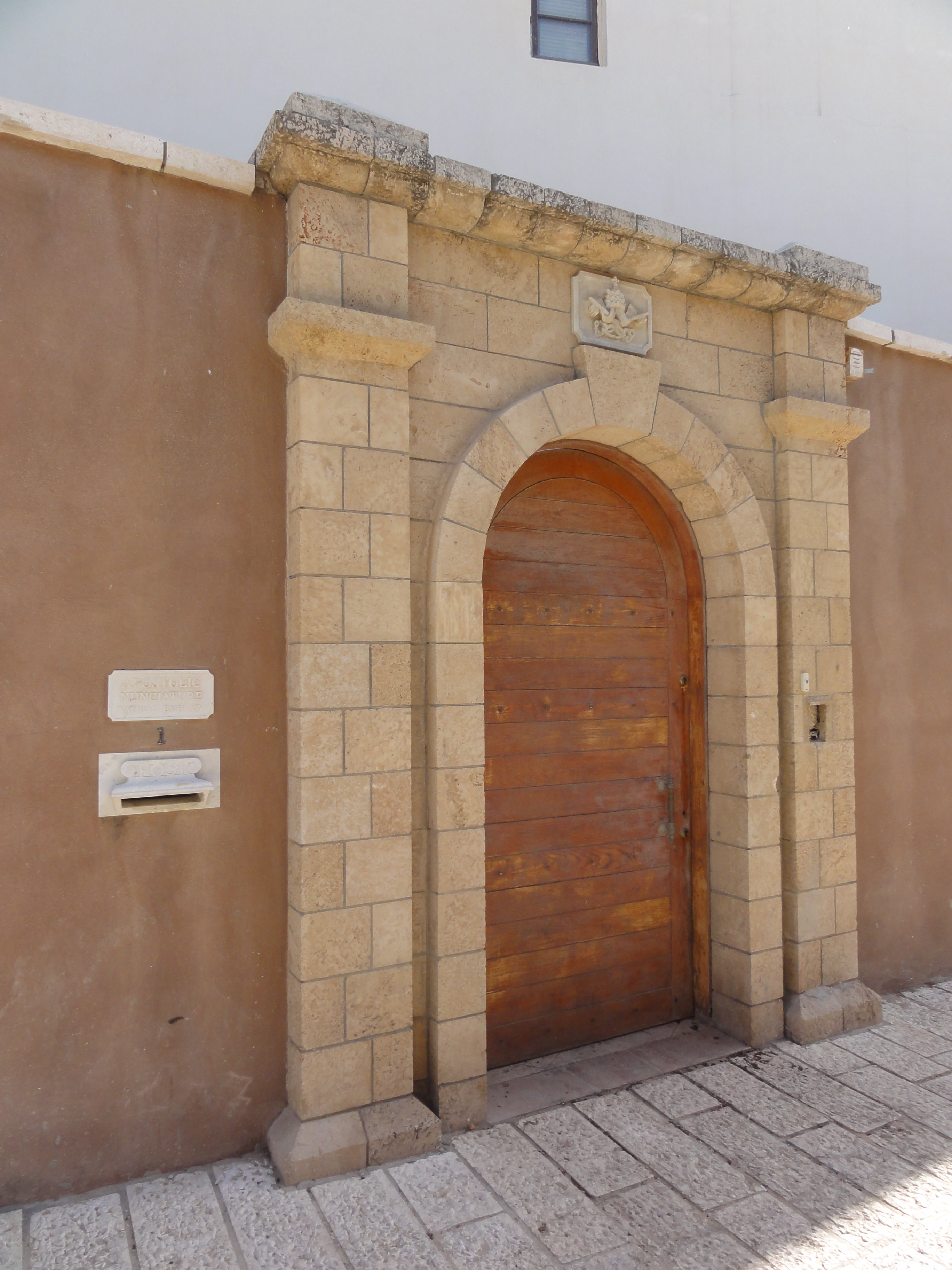
テルアビブの教皇大使館
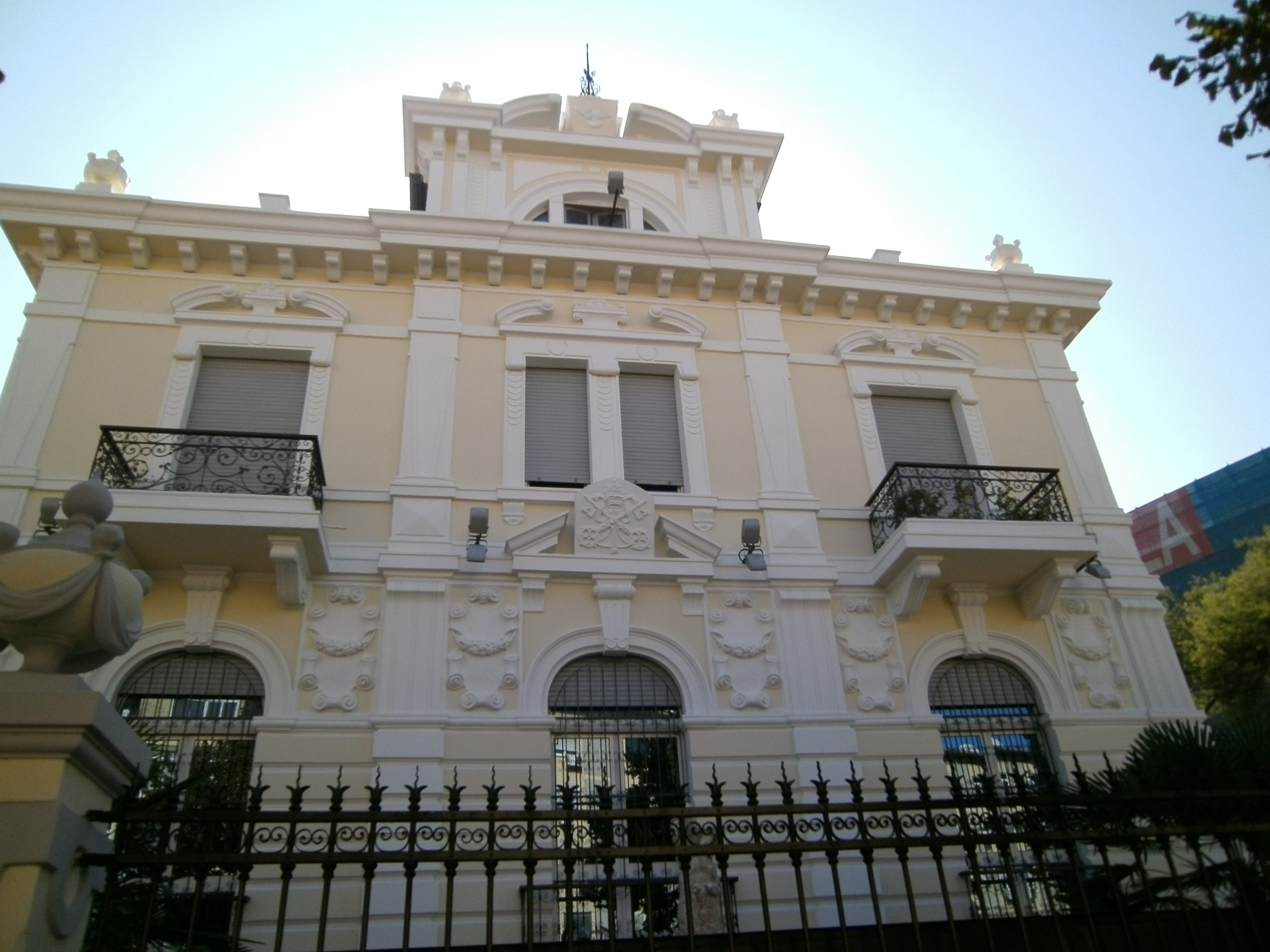
ティラナの教皇大使館
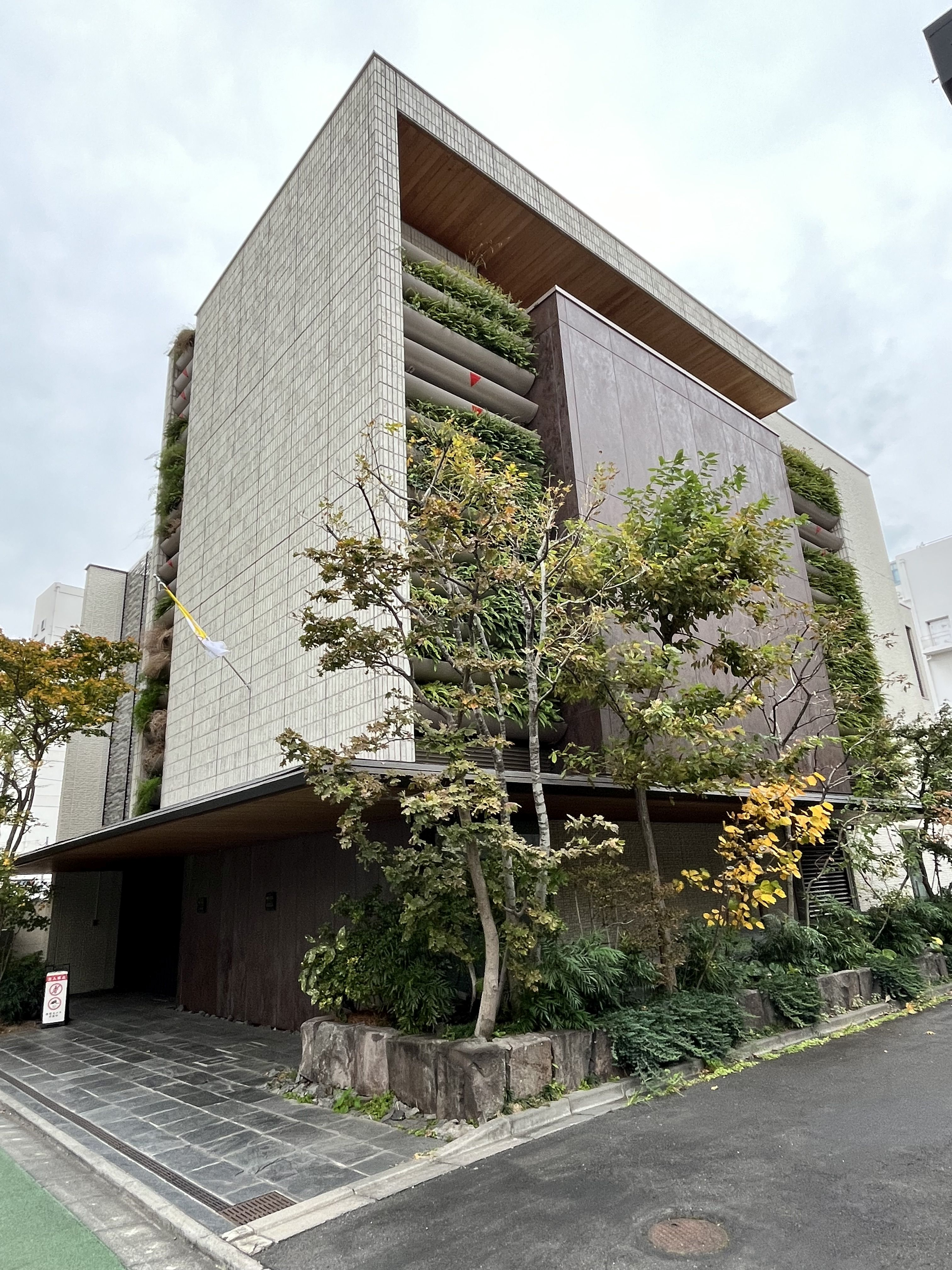
駐日本国ローマ法王庁大使館（東京）
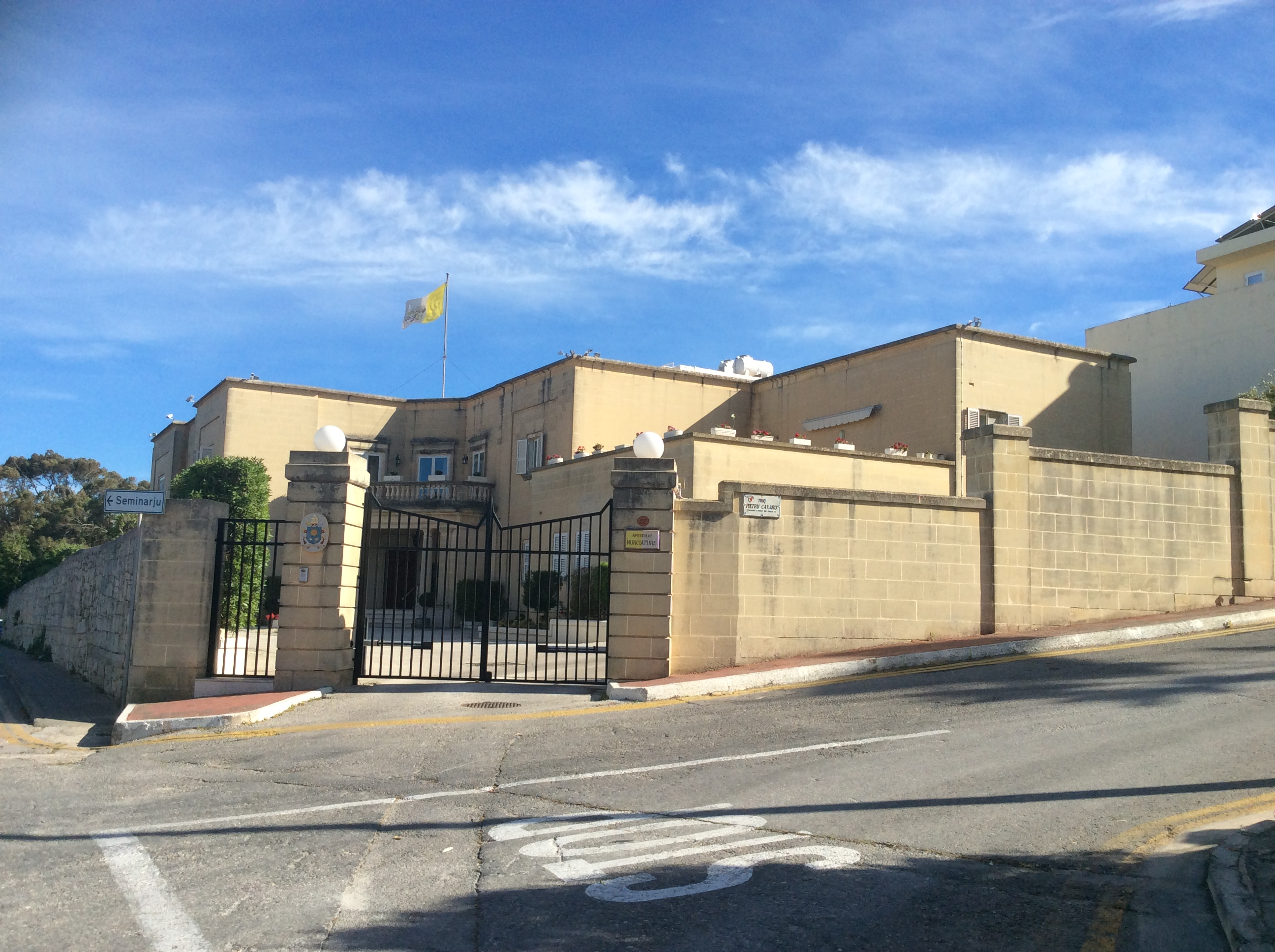
ヴァレッタの教皇大使館
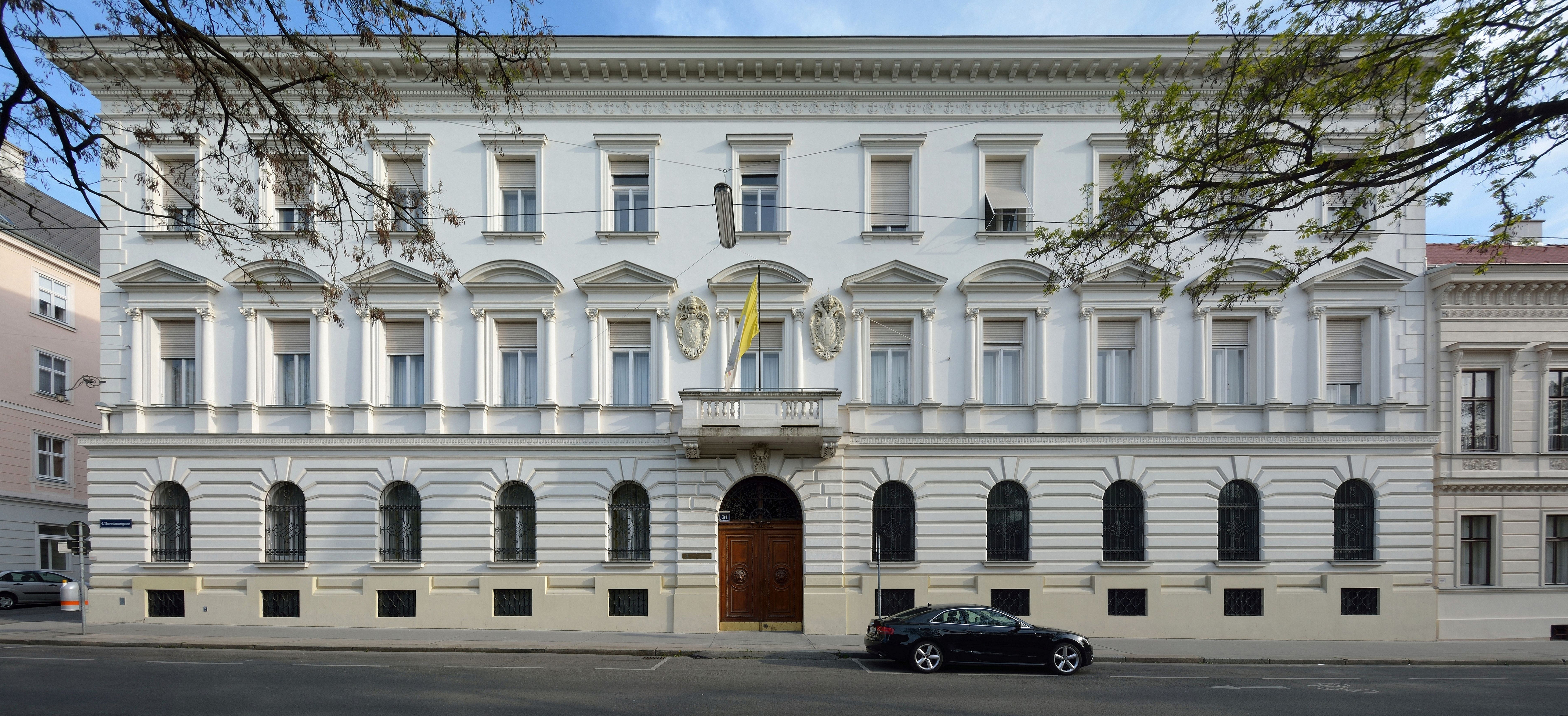
ウィーンの教皇大使館
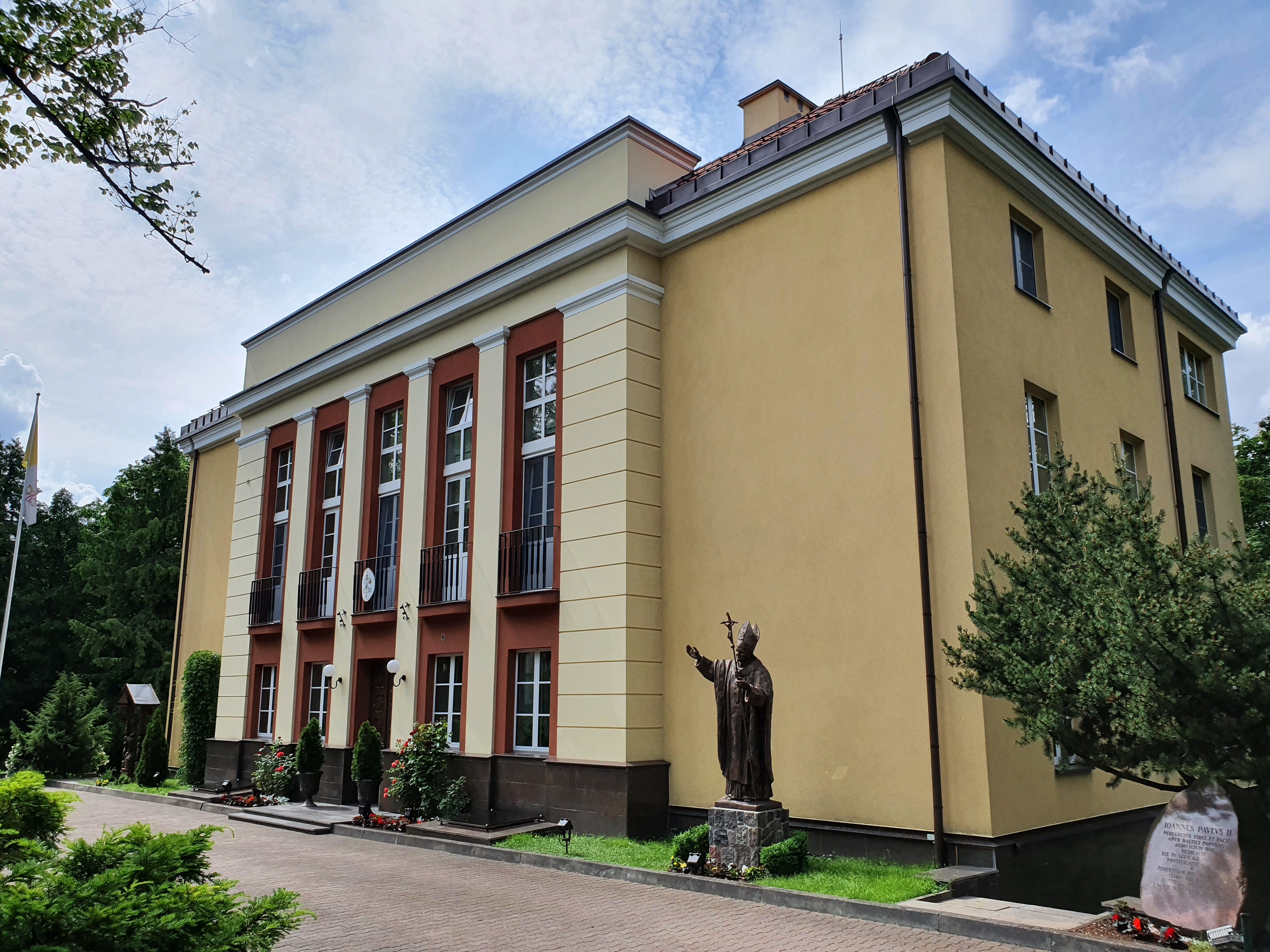
ヴィリニュスの教皇大使館
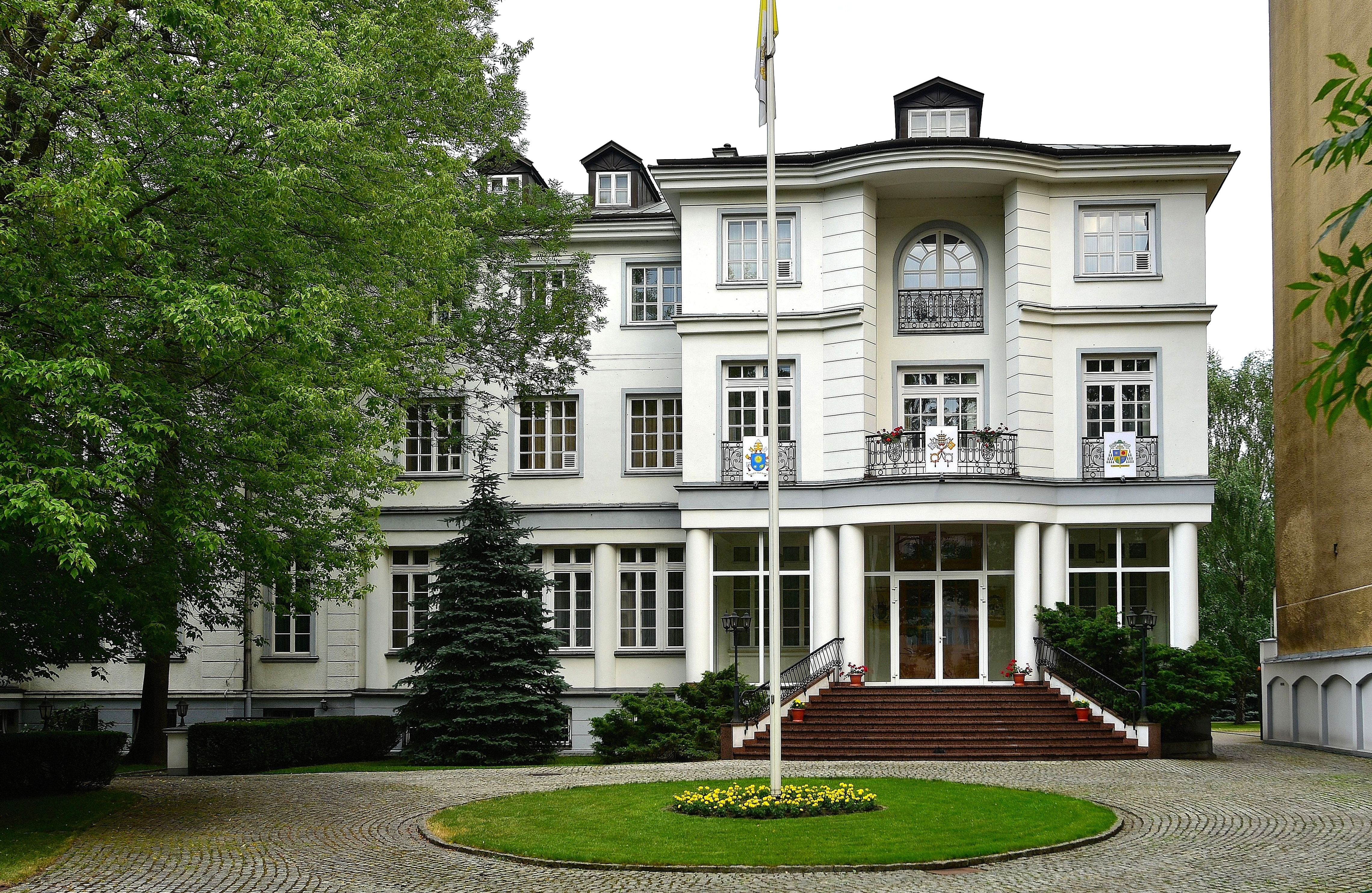
ワルシャワの教皇大使館
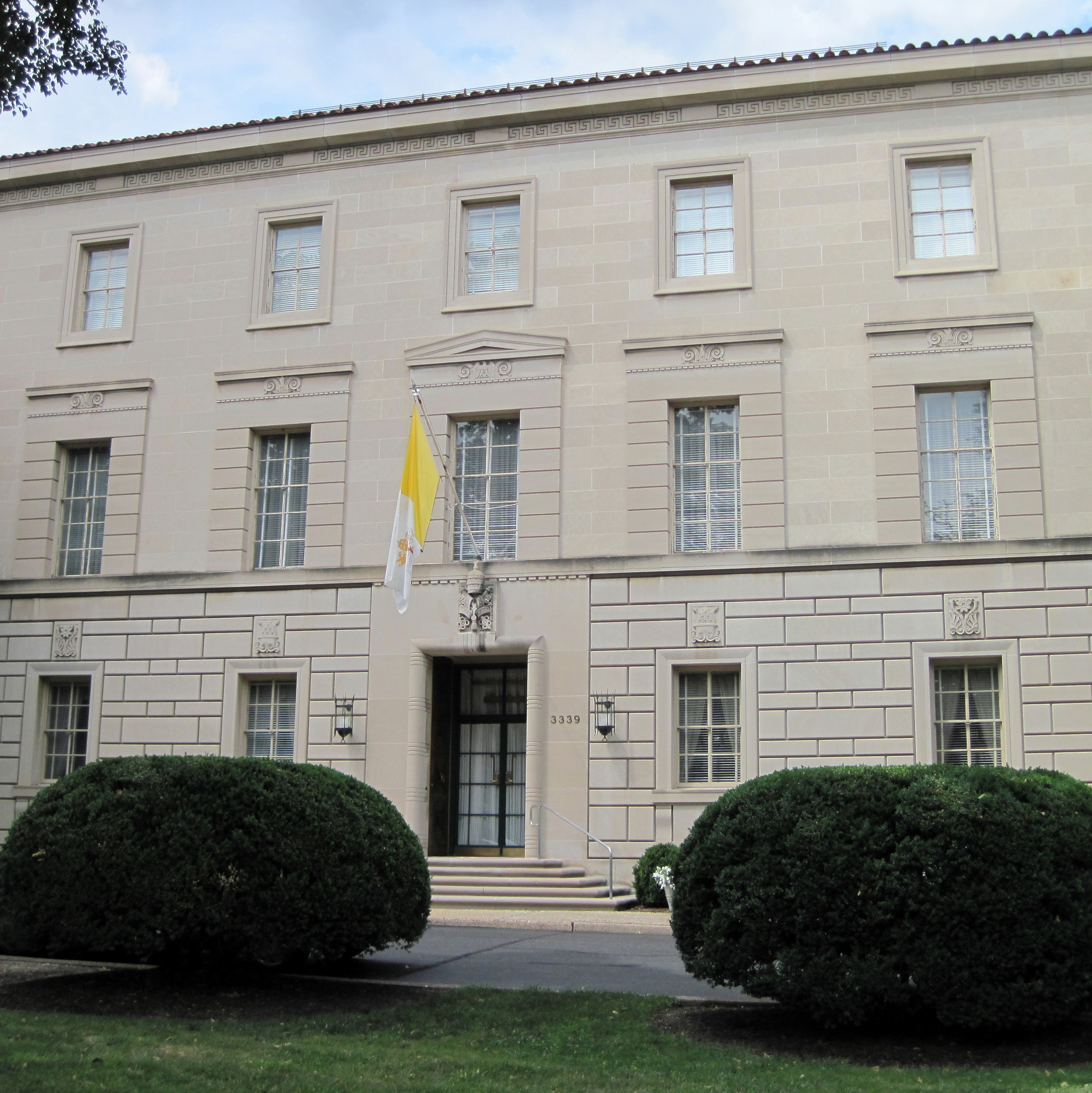
ワシントンD.C.の教皇大使館